# Standard de Liège
Ne pas confondre avec le Royal Football Club de Liège, un autre club liégeois.
Pour les articles homonymes, voir Standard.
Maillots
Actualités
Dernière mise à jour : 16 juin 2025.
Le Standard de Liège (officiellement le Royal Standard de Liège et couramment appelé Standard) est un club de football belge de la ville de Liège, qui évolue en Jupiler Pro League.
Fondé en 1898 comme club sportif du collège Saint-Servais, il est un des clubs les plus populaires de Belgique et porte le matricule 16. Il comprend également une section féminine, qui est la plus titrée en Belgique (20 championnats, 9 coupes, 7 supercoupe, 1 BeNe Ligue et 2 BeNe SuperCup).
Le club est le quatrième du pays en matière de palmarès au niveau du championnat national (10 titres de champion de Belgique) derrière Anderlecht, le Club de Bruges et l’Union Saint-Gilloise. Le Standard a aussi remporté 8 coupes de Belgique, 4 supercoupes de Belgique et 1 coupe de la Ligue. Au niveau européen, le Standard a été finaliste de la coupe d'Europe des vainqueurs de coupe en 1982.
Présent en première division belge sans interruption depuis 1921, le Standard détient le record du nombre de participations consécutives. Le Standard est également l’un des deux clubs ayant disputé le plus grand nombre de finales de Coupe de Belgique (18), avec le FC Bruges.
Les joueurs du Standard, les Standardmen, sont surnommés « les Rouges », « les Rouches » (prononciation liégeoise) ou encore « Les Rôdjes » (« rouges » en langue wallonne), en raison de la couleur de leur maillot.
Les matchs ont lieu au stade Maurice Dufrasne à Sclessin (agglomération liégeoise), au bord de la Meuse, face aux usines ArcelorMittal, situation qui contribue à l'atmosphère particulière de l'enceinte. Les médias ont coutume d'évoquer « l'Enfer de Sclessin » ou « le chaudron de Sclessin » tant les supporteurs du club sont renommés pour leur ferveur.
Le club évolue lors de la saison 2023-2024 en Jupiler Pro League, premier niveau du football belge. C'est sa 109e saison en séries nationales et sa 107e parmi l'élite, ce qui constitue le record national.

## Histoire

### Genèse du club

Blason du Standard Club Liégeois de 1910 à 1923.

Bien que la date officiellement retenue soit 1899 (à la suite d'une erreur administrative), c'est en 1898 que le Standard fut fondé[réf. nécessaire], des élèves du Collège Saint-Servais déçus par le FC Liégeois décidant alors de créer leur propre équipe qu'ils baptisèrent 'Standard Football Club Liégeois'. Pour leur première rencontre, ils portèrent des maillots rouges… prêtés par les Sang & Marine.
Ces étudiants, qui jouent alors au football sur la colline de Cointe, organisent un vote pour déterminer le nom du club. Le « Standard » l'emporte d'une seule voix, devant le « Skill ». Le nom du club naissant est inspiré de celui du Standard A.C., club parisien populaire à l'époque. Les joueurs choisissent comme couleurs le rouge et le blanc et installent le jeune Joseph Debatty, âgé de 16 ans, à la présidence. Il deviendra l'abbé Debatty, curé de la paroisse de Filot. Au début du XXe siècle, le Standard, affilié à l’Union Belge des Sociétés de Sports Athlétiques, s’installe au vélodrome de la Boverie, le long de la Meuse. L'éternel rival du Standard, le Football club liégeois, a également utilisé ce terrain à la fin du XIXe siècle.
En 1902-1903, le Standard participe à sa première saison officielle dans la catégorie des juniors, accueillant les équipes n'ayant jamais joué dans les deux divisions supérieures. Le tout premier match officiel du Standard se déroule le 5 octobre 1902 à Verviers contre le Stade Wallon. Les Standardmen l'emportent par 2 buts à 1. L'histoire retiendra que la première équipe connue et répertoriée du Standard se composait ce jour-là de Pierre Kogel (gardien de but), Joseph Bailly, Pierre Bougnet, Edmond Schnorrenberg, Marcel Duvignée, Louis Leroy (premier buteur du Standard en match officiel), Georges Mirgaine, Modeste Delbovier, Jean Jacobs, Achille Foccroulle et Joseph Arnold. Avec 9 victoires en 12 rencontres, le club accède à la division 2 pour la saison suivante.
À la suite de la construction du Palais des Beaux-Arts du parc de la Boverie en vue de l'Exposition universelle de 1905, le club est contraint de déménager le long de l'Ourthe à Grivegnée en 1904. Cinq années plus tard, le propriétaire du terrain expulse les footballeurs. Sous la présidence de Maurice Dufrasne, ceux-ci trouvent un bout de prairie à Sclessin, en bord de Meuse, qu'ils louent alors pour 300 francs belges par an. En 1909 toujours, le club est promu en première division et termine son premier championnat parmi l'élite à la cinquième place. Il connaît sa seule descente en 1913-1914, et après l'interruption due à la Première Guerre mondiale, le Standard passera les saisons 1919-1920 et 1920-1921 en Promotion (la division 2 de l'époque).
Le club décroche le titre et remonte donc en première division au terme de la saison 1920-1921 avec le Club Malinois et Anderlecht, le nombre d'équipes en D1 passant de 12 à 14 pour le championnat suivant. L'équipe championne était généralement formée de Joseph Paty (gardien de but), Marcelin Waroux, Jacques Pirlot, Georges Ditzler, Constant Claes, Maurice Grisard, René Hanquet, Jean Dupont, Linlin Petit, Arthur Magnée et Maurice Gillis (attaquant et international belge). Ce titre acquis par une victoire 1-2 à Louvain le 5 mars lors de la dernière journée provoqua des bagarres entre supporters des deux camps et les Liégeois durent être encadrés par la police jusqu'à la gare de Louvain. Quatre jours plus tard, les Standardmen défilent en cortège dans les rues de la cité ardente depuis la gare des Guillemins jusqu'à l'hôtel de ville de Liège où ils sont reçus par les édiles communaux. Depuis 1921, le Standard n'a donc plus quitté la première division.

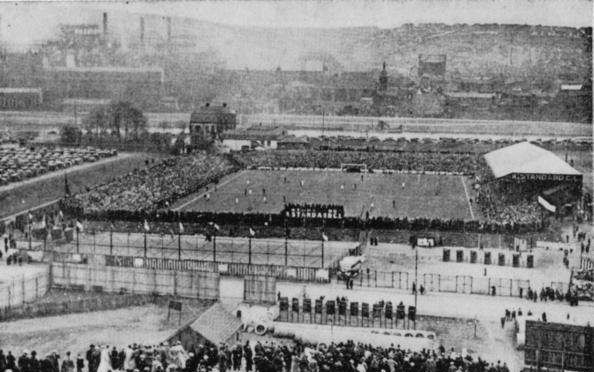
Le stade de Sclessin en 1925

Le club y poursuit alors son histoire, s'adjugeant plusieurs places d'honneur et frôlant parfois la relégation. En 1923, la société coopérative Standard Club liégeois voit le jour. Elle achète le terrain de Sclessin et acquiert deux hectares supplémentaires entre les rues Ernest Solvay et de la Centrale. Des tribunes sont érigées portant la capacité du stade à 3 500 spectateurs puis à 10 000 juste avant la Seconde Guerre mondiale.
Le Standard commence à pointer son nez parmi les ténors du championnat belge de première division (nommée division d'honneur de 1900 à 1952). Il obtient ses premiers accessits en terminant vice-champion de Belgique lors des championnats 1925-1926 et 1927-1928, les deux fois derrière le Beerschot. Durant le championnat 1926-1927, l'attaquant Lucien Fabry est sacré meilleur buteur avec 28 buts. La saison 1935-1936 voit les Rouches une nouvelle fois accéder à la deuxième place du championnat derrière le Daring Club de Bruxelles. L'équipe était cette année-là généralement composée de François Massart (gardien de but), Victor Bauwens, Pierre Dalem, Roger Petit, Jean Petit, Dieudonné Couquelet, Émile Bellefroid, Edgard Balthazard, Romain Massez, Jean Capelle, Jean Brichaut, François Ledent et René Ledent.

### Les décennies Roger Petit (1945-1984)

#### Premiers titres

Blason du Royal Standard Club Liège de 1952 à 1972.

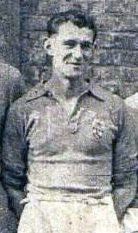
L'entraîneur français André Riou (coupe 1954 et championnat 1958).

En 1945, Roger Petit, ancien joueur et capitaine de l'équipe, devient secrétaire du club. En vertu de son sentiment visionnaire pour le football et les entreprises, Petit a travaillé main dans la main avec le président Paul Henrard, faisant du Standard un club professionnel qu'il portera au sommet du football belge. Pendant la saison 1952-1953, Roger Petit rachète avec quelques collaborateurs les parts de la société coopérative initiale et devient secrétaire général & administrateur délégué du club.
C'est en 1954 que les Standardmen remportent le premier trophée de leur histoire : une coupe de Belgique. La finale s'est disputée le 6 juin au stade du Heysel contre le RC Malines. Les Liégeois ayant terminé treizièmes du championnat ne sont pas donnés comme favoris, mais l'emportent sur le score de 3-1. Les joueurs qui eurent l'honneur de soulever cette première coupe de Belgique pour le club sont : Toussaint Nicolay (gardien de but), Joseph Happart, Raymond Van Dormael, Henri Thellin, Edgard Mathot, Jean Mathonet, Sébastien Jacquemyns (buteur), Joseph Givard (buteur), Fernand Blaise (capitaine et buteur), Denis Houf et Jean Jadot. L'équipe était entrainée par le Toulousain André Riou surnommé "l'homme au béret".
Cette victoire en coupe est suivie quatre ans plus tard d'un premier titre national en 1957-1958, toujours sous les ordres d'André Riou. Les premiers Standardmen champions de Belgique étaient Toussaint Nicolay (gardien de but), Jean Mathonet (capitaine), Maurice Bolsée, Gilbert Marnette, Henri Thellin, Joseph Happart, Karel Mallants, Jean Jadot, Joseph Givard, Jean Van Herck, André Piters dit Popeye, Denis Houf et Marcel Paeschen.
Ce premier titre permet aux Liégeois de découvrir la Coupe des clubs champions la saison suivante. Il s'agit de la quatrième édition de cette compétition et lors des trois premières, les clubs représentant la Belgique y ont perdu toutes leurs rencontres. Après avoir éliminé les Écossais de Heart of Midlothian puis le Sporting Portugal (3 victoires en 4 matches), les Standardmen sont sortis en quarts de finale par le grand Stade de Reims de l'époque, non sans avoir battu les Français au match aller par 2-0 le 4 février 1959 à Sclessin devant 36 000 spectateurs (buts de Jean Jadot et de Joseph Givard sur pénalty). C'est à partir de ce match que le stade fut surnommé (par un journaliste français) "l'Enfer de Sclessin". Le match retour disputé au Parc des Princes se solde par une victoire in extremis des Rémois par 3-0 (dont 2 buts de Just Fontaine). Les Rouges et Blancs sont alors entraînés par le Hongrois Géza Kalocsay.
Deux nouveaux titres de champion de Belgique viennent étoffer le palmarès du club en 1960-1961 (entraineur : Géza Kalocsay) et en 1962-1963 (entraineurs : Jean Prouff puis Auguste Jordan). L'équipe championne en 1961 était généralement composée de Jean Nicolay (gardien de but, frère de Toussaint), Jef Vliers, Maurice Bolsée, Paul Bonga Bonga, Lucien Spronck, Henri Thellin (capitaine), Karel Mallants, Léon Semmeling, István Sztáni, Roger Claessen, Denis Houf, André Piters et Marcel Paeschen. La composition de l'équipe championne deux années plus tard ne varie guère. On peut toutefois y ajouter les noms de Freddy Mulongo et Bernd Patzke et en soustraire ceux de Maurice Bolsée et d'André Piters, parti à l'Olympic Charleroi. Jean Nicolay remporte le Soulier d'or 1963 : il est à la fois le premier Standardman et le premier gardien de but à recevoir cette récompense.
Pour la première fois, un club belge atteint les demi-finales de la Coupe des clubs champions en 1962. Après avoir sorti en quarts de finale les Écossais du Glasgow Rangers, les Standardmen sont battus par le Real Madrid des légendaires Ferenc Puskás et Alfredo Di Stéfano.
Le club dispute ensuite trois finales consécutives de coupe de Belgique, perdant la première en 1965 avant de remporter le trophée les deux années suivantes : en 1966 contre le RSC Anderlecht (1-0, but de Nico Dewalque) puis en 1967 en battant le FC Malines par 3 buts à 1 après prolongations (buts liégeois de Jean Thissen, Léon Semmeling et Paul Van Den Berg). Le Standard était alors entrainé par le Yougoslave Michel Pavic.
Au niveau européen, en cette fin des années 1960, le club jouera les demi-finales de la Coupe des coupes durant l'année 1967 (il y sera éliminé par le Bayern Munich). Avec dix buts inscrits, Roger Claessen est sacré meilleur buteur de cette compétition. L'année suivante, le Standard est sorti en quarts de finale de la même épreuve par le futur lauréat, l'AC Milan de Gianni Rivera, à l'issue d'un double 1-1 (but de Roger Claessen à l'aller à Sclessin et de Casimir Jurkiewicz dit Cajou au stade San Siro de Milan) entraînant un test-match disputé à… Milan et perdu 2-0.

#### Triplé en 1969, 1970 et 1971

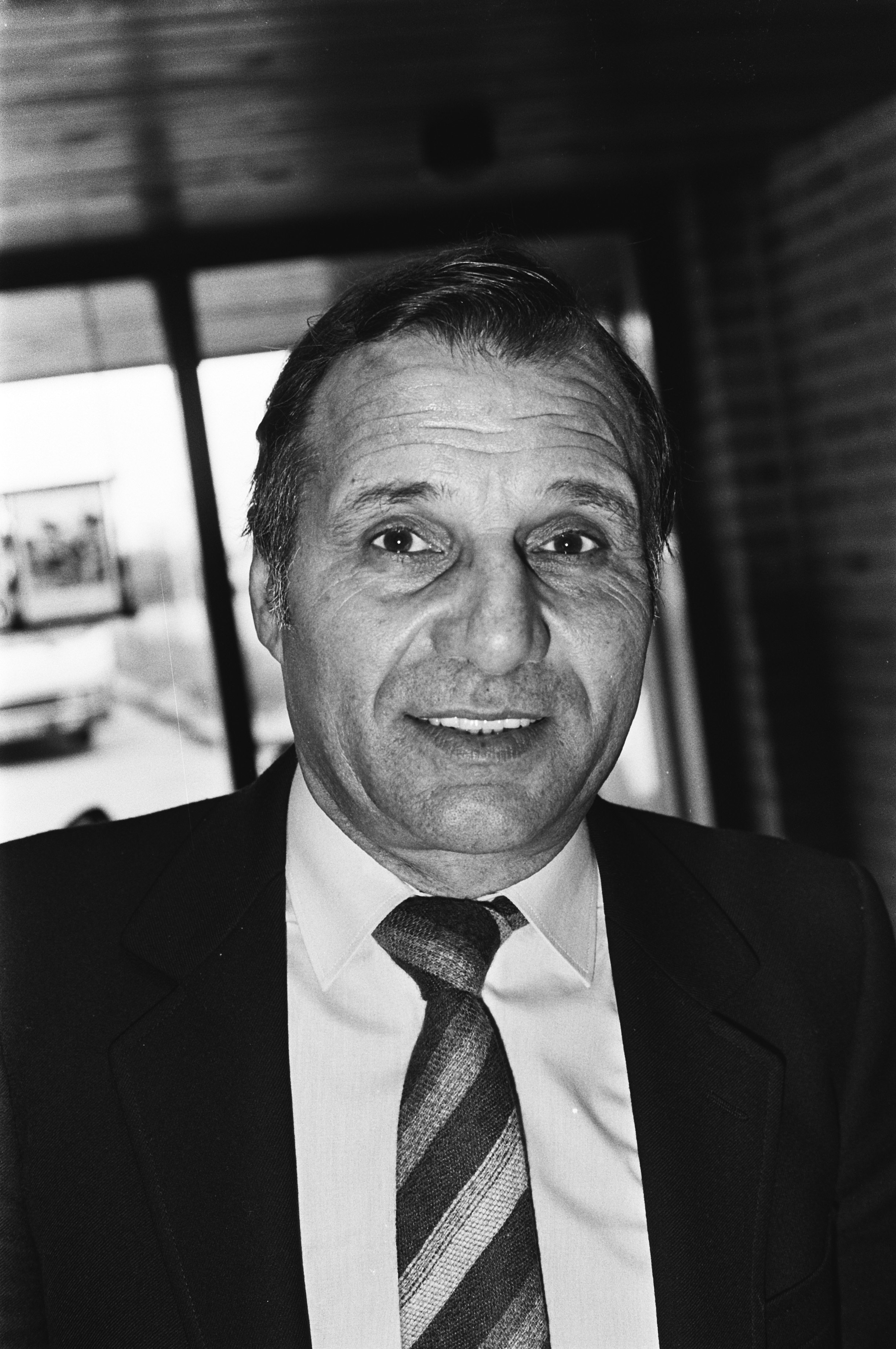
René Hauss.

À l'aube de la saison 1968-1969 du championnat de Belgique, le Standard voit son attaquant vedette Roger Claessen quitter Sclessin pour le championnat allemand et le club de l'Alemannia Aachen. Un nouvel entraineur prend ses fonctions au sein du club principautaire : il s'agit du Strasbourgeois René Hauss, qui restera cinq saisons en bord de Meuse. Le Standard voit aussi l'arrivée du talentueux meneur de jeu Wilfried Van Moer, Soulier d'or 1966, en provenance de l'Antwerp.
Alors que les cinq éditions précédentes avaient consacré le Sporting d'Anderlecht, le Standard va à son tour réaliser de belles performances en remportant successivement les championnats de Belgique 1968-1969, 1969-1970 et 1970-1971. Avec désormais six titres, le Standard devient le club de Liège le plus titré, dépassant ainsi son rival du FC Liégeois et ses cinq championnats. À cette époque, il n'est pas rare que certaines rencontres se déroulent devant plus de 40 000 spectateurs.
Les joueurs les plus utilisés pendant ces trois championnats victorieux ont pour noms le gardien de but Christian Piot, les défenseurs Jean Thissen, Nico Dewalque, Léon Jeck et Jacky Beurlet, les milieux Wilfried Van Moer, Louis Pilot, Henri Depireux et Roger Henrotay et les attaquants Erwin Kostedde, Silvester Takač, Milan Galić, Ľudovít Cvetler ainsi que le capitaine Léon Semmeling. On peut aussi citer l'attaquant hongrois Antal Nagy qui ne resta qu'une seule saison à Sclessin mais fut sacré meilleur buteur du championnat 1968-1969. Parmi les joueurs de cette équipe triple championne de Belgique, le petit technicien Wilfried Van Moer reçoit le Soulier d'or en 1969 et 1970 et le gardien de but Christian Piot obtient ce trophée en 1972. Un des principaux artisans de ce triplé historique est aussi l'Allemand Erwin Kostedde, auteur de 51 buts en 67 matches au cours de ses trois saisons passées avec la vareuse rouge et blanche.
Pendant l'ère René Hauss, un des plus grands faits d'armes du club est d'avoir sorti le Real Madrid de Gento, Pirri et Amancio de la coupe des clubs champions 1969-1970, en battant deux fois les Espagnols en huitièmes de finale : 1-0 à domicile (grâce à Erwin Kostedde) et 2-3 au stade Santiago-Bernabéu (buts de Louis Pilot, Henri Depireux et Milan Galić). Seuls les Bianconeri turinois et les Nerazzurri milanais avaient jusqu'alors réussi l'exploit de vaincre les Merengues dans leur antre sur la scène européenne. Lors de l'édition 1971-1972 de cette même épreuve continentale, le Standard atteint à nouveau les quarts de finale où il est éliminé par l'Inter de Milan (défaite 1-0 à Milan et victoire 2-1 à Sclessin, buts liégeois de Ľudovít Cvetler et Silvester Takač sur penalty). Il termine troisième du championnat 1971-1972 avec la meilleure défense (dix-neuf buts encaissés seulement).
Ces brillants résultats dans la compétition domestique et sur la scène européenne font presque oublier les performances des Rouges et Blancs en coupe de Belgique. Ils y atteignent la finale en 1972 et en 1973 mais sont à deux reprises défaits par Anderlecht (respectivement 1-0 et 2-1).
Le club devient vice-champion à l'issue de la saison 1972-1973 derrière le FC Bruges mais ne remportera plus aucun titre pendant dix saisons (à l'exception d'une coupe de la Ligue belge de football en 1975), malgré l'éclosion de nouveaux talents comme le meneur de jeu islandais Asgeir Sigurvinsson (arrivé en 1973), les défenseurs Eric Gerets (en 1972), Michel Renquin (en 1974), Gérard Plessers et Théo Poel (en 1975) ainsi que le gardien de but Michel Preud'homme (en 1977). De 1973 à 1976, le Yougoslave Josip Bukal vient renforcer le secteur offensif. Quant au Verviétois Philippe Garot, il rejoint le club en 1974 en provenance du RWD Molenbeek.
René Hauss parti en juin 1973, le Standard éprouve des difficultés à lui trouver un digne successeur. Les Rouches usent cinq entraineurs en trois ans mais les résultats ne répondent pas aux attentes et le club quitte petit à petit les toutes premières places du championnat qui lui étaient acquises depuis quelques saisons (4e en 1973-1974, 6e en 1974-1975 et 8e en 1975-1976). Les saisons 1976-1977, 1977-1978 et 1978-1979 voient le Standard entrainé par le Liégeois Robert Waseige se stabiliser et réintégrer le podium du championnat belge (troisièmes places) alors que l'attaquant allemand Harald Nickel est sacré meilleur buteur du championnat 1977-1978. Entre 1976 et 1980, on remarque aussi la présence de l'Autrichien Alfred Riedl à la pointe de l'attaque liégeoise. Le 1er novembre 1978, le Standard est éliminé en seizième de finale de la coupe UEFA non sans avoir battu 2-0 à domicile (deux buts d'Asgeir Sigurvinsson) les Anglais de Manchester City.

#### Le début des années 1980: apogée et déclin

Équipes de départ de la finale de la Coupe des coupes 1982,
FC Barcelone-Standard de Liège.

Désormais entrainés par l'Autrichien Ernst Happel, les Rouches sont désignés vice-champions de Belgique derrière le FC Bruges à l'issue du championnat 1979-1980. Les Standardmen vice-champions en 1980 ont pour noms : Michel Preud'homme, Michel Renquin, Eric Gerets, Philippe Garot, Théo Poel, Christian Labarbe, Gérard Plessers, Asgeir Sigurvinsson, Helmut Graf, Ralf Edström, Alfred Riedl, Eddy Voordeckers, Luís Norton de Matos et Willy Wellens.
Toujours entraîné par Ernst Happel, le Standard transfère en 1980 le petit milieu de terrain néerlandais, originaire des îles Moluques, Simon Tahamata en provenance de l'Ajax Amsterdam ainsi que le grand Jos Daerden originaire de Tongres. Ces deux joueurs différents mais complémentaires aident l'équipe à remporter une quatrième coupe de Belgique en 1981 en battant le KSC Lokeren par 4-0 (buts de Ralf Edström, Jos Daerden, Simon Tahamata et Erhan Önal).
Quelques semaines auparavant, le 18 mars 1981, le club avait atteint les quarts de finale de la coupe UEFA mais est éliminé sur le fil par le FC Cologne après un match nul 0-0 à Sclessin et une défaite in extremis 3-2 à Cologne (dernier but allemand de Pierre Littbarski à la 87e minute). Frustré par certaines décisions arbitrales, Michel Renquin, capitaine de l'équipe en l'absence d'Eric Gerets, est exclu à la dernière minute. Avant de quitter la pelouse, il fait un salut hitlérien en direction de l'arbitre. Ce geste lui vaudra une suspension de six matches. Il quitte le Standard en fin de saison. Ce soir-là, au Müngersdorfer Stadion, le Standard alignait Michel Preud'homme, Erhan Önal, Théo Poel, Michel Renquin, Gérard Plessers, Jos Daerden, Guy Vandersmissen (buteur), Helmut Graf (buteur), Asgeir Sigurvinsson, Simon Tahamata et Willy Wellens. Le Standard termine troisième du championnat de Belgique 1980-1981. Après huit saisons passées à Sclessin, le talentueux milieu de terrain Asgeir Sigurvinsson quitte le club pour rejoindre la Bundesliga.
L'année suivante, Raymond Goethals prend les commandes de l'équipe. Il aidera le Standard à écrire les pages à la fois les meilleures et les pires de son histoire.
Sous la houlette de « Raymond la Science », le club est deux fois champion de Belgique en 1981-1982 et 1982-1983, deux fois vainqueur de la Supercoupe de Belgique (en trois participations), et surtout finaliste de la Coupe d'Europe des vainqueurs de coupes. La saison 1981-1982 voit aussi l'arrivée à Sclessin de trois internationaux expérimentés : Walter Meeuws, Benny Wendt et Arie Haan alors que pour la saison suivante, le médian allemand Heinz Gründel vient encore renforcer l'effectif des champions de Belgique. Le trophée du soulier d'or 1982 est remporté par Eric Gerets.
La finale de cette coupe des coupes se dispute à Barcelone, contre le FC Barcelone, en mai 1982. La rencontre se termine sur le score de 2 à 1 en faveur des Espagnols. Alors que les Liégeois avaient ouvert le score par Guy Vandersmissen, les Espagnols égalisent juste avant la mi-temps par le Danois Allan Simonsen. Le but de la victoire du Barça est inscrit par Quini à la 63e minute sur un coup franc joué très rapidement par les Espagnols alors que les joueurs étaient en train de se placer et que l'arbitre allemand Walter Eschweiler n'avait pas encore sifflé. Malgré les contestations des Standarmen, l'arbitre valida le but. Avec six buts inscrits pendant cette coupe des coupes, Eddy Voordeckers, qui n'avait pas participé à cette finale, est sacré meilleur buteur de cette compétition.
En 1984, ces exploits seront entachés par la révélation de l'affaire Standard-Waterschei : à quelques jours du match contre Barcelone en mai 1982, pour garantir le titre de champion de Belgique et se prémunir contre les blessures de dernière minute, le Standard avait approché le capitaine de la faible équipe de Thor Waterschei, Roland Janssen, afin de s'assurer que leurs adversaires lèvent le pied lors du dernier match de championnat. Ce scandale éclate presque deux années après les faits et implique le secrétaire général Roger Petit, plusieurs joueurs dont principalement Eric Gerets ainsi que l'entraîneur, Raymond Goethals, qui émigre au Portugal pour échapper à une suspension. Quant à Eric Gerets, il s'expatrie à l'AC Milan.

### Les années Wauters (1984-1998)
À la suite de l'affaire Standard-Waterschei, le Standard est donc privé pour la saison 1984-1985 de la plupart de ses joueurs, suspendus presque tous pour six mois. Guy Vandersmissen, Théo Poel et Michel Preud'homme sont trois des rares joueurs à avoir poursuivi leur carrière au club après leur suspension. À partir de mars 1984, plusieurs anciens du club (Léon Semmeling, Louis Pilot, Michel Pavic, Jef Vliers) sont appelés au poste d'entraîneur mais sans résultats probants. Le club mettra plusieurs années à se relever de cette affaire, causant une vague de hooliganisme par le biais du club de supporters des Hell Side 1981.
En effet, après le titre de 1983 et jusqu'à 1993, le Standard va connaître une décennie de disette. Pour remplacer Roger Petit, aux commandes du club depuis 39 ans, Jean Wauters essaie de redresser le club en collaboration avec l'entrepreneur en construction André Duchêne qui deviendra plus tard président. En 1985 (tribune 1), 1992 (tribune 2), 1995 (tribune 3) et 1999 (tribune 4), ont eu lieu d'importants travaux lors desquels de nouvelles tribunes avec places assises et loges sont bâties donnant progressivement au stade sa configuration actuelle (30 023 places).
Pendant ces dix années difficiles, deux jeunes joueurs deviennent progressivement des piliers du club : le gardien de but Gilbert Bodart et le médian luxembourgeois Guy Hellers. Le Standard titularise aussi de jeunes Belges comme Étienne Delangre et Patrick Aussems, présents à Sclessin dès 1981, Daniël Nassen en 1985 ou Thierry Siquet en 1986, recrute les défenseurs Michel Wintacq et Freddy Luyckx en 1983 puis 1984 et note le retour en 1985 de Michel Renquin en provenance du Sevette de Genève. Cette période voit aussi en 1983 le transfert en bord de Meuse de l'attaquant international allemand trentenaire Horst Hrubesch remplacé en 1985 par Alexandre Czerniatynski, en provenance du RSC Anderlecht. Pendant la saison 1985-1986, le Standard, qui termine troisième du championnat, possède deux gardiens de but de grande qualité (Michel Preud'homme et Gilbert Bodart) que l'entraineur Michel Pavic aligne en alternance. Lassé de cette situation, "MPH" part au FC Malines dès la saison suivante. Plusieurs joueurs de qualité se succèdent à cette époque à Sclessin mais ne restent souvent que le temps d'une seule saison comme Nico Claesen en 1985-86, Dimitri Mbuyu et Zoran Bojović en 1987-88 et Ronny Rosenthal en 1988-89.
Trois finales de la coupe de Belgique sont perdues en 1984 (après prolongation face à La Gantoise), 1988 et 1989 (face au RSC Anderlecht).
Le début des années 1990 voit l'arrivée en équipe première de jeunes formés au club ou dans la région comme Michaël Goossens, Régis Genaux et Philippe Léonard (surnommés les Trois Mousquetaires) ainsi que Roberto Bisconti et Didier Ernst. Ils sont encadrés par de nouveaux arrivants plus aguerris comme Mircea Rednic, André Cruz, Stéphane Demol ou encore Frans Van Rooij. C'est aussi à cette époque que le Standard transfère Marc Wilmots, âgé de 22 ans, qui jouait depuis trois saisons comme attaquant au FC Malines. Il restera cinq saisons à Sclessin où son talent, sa combativité et son esprit seront souvent loués avant de rejoindre en 1996 le club allemand de Schalke 04. Les résultats ne se font pas attendre et les Standardmen retrouvent le podium (troisième place lors du championnat 1991-1992 puis vice-champions de Belgique la saison suivante).

Les onze de base de la finale de la coupe de Belgique 1993

En 1993, le Standard remporte enfin une cinquième coupe de Belgique contre le Sporting Charleroi (2 à 0, buts de Henk Vos et Philippe Léonard). L'équipe est alors entraînée par Arie Haan, un ancien de la maison. Après cinq saisons sans ticket européen, les Liégeois participent à nouveau à la Coupe UEFA 1992-1993 où ils éliminent les Nord-Irlandais de Portadown Football Club puis les Écossais de Heart of Midlothian Football Club avant d'être sortis en huitièmes de finale par les Français de l'AJ Auxerre dirigés par le célèbre Guy Roux. La saison suivante, le Standard atteint aussi les huitièmes de finale en coupe des vainqueurs de coupe (1993-1994), éliminant les Gallois de Cardiff City avant de se faire sortir par les Gunners d'Arsenal qui viennent à Sclessin planter sept buts à Jacky Munaron, l'infortuné gardien des buts liégeois, dans un match qui restera l'un des pires souvenirs pour les supporters rouches.
En 1994, Robert Waseige reprend les rênes du club (il s'agit de son deuxième passage à Sclessin) et décroche la deuxième place à l'issue de la saison 1995, terminant à une seule unité d'Anderlecht. Le titre échappe aux Liégeois lors du match perdu 2-1 au Parc Astrid en fin de championnat alors que les Mauves étaient réduits à dix vu l'exclusion de leur gardien Filip De Wilde et à la suite de l'annulation pour un hors-jeu (discutable) d'un but de Marc Wilmots en fin de partie. Ce 30 avril 1995, le Standard alignait Gilbert Bodart, Régis Genaux, Gunther Schepens, Dinga, Mircea Rednic, Philippe Léonard, Guy Hellers, Alain Bettagno, Aurelio Vidmar, Michaël Goossens (buteur) et Marc Wilmots. Lors de ce championnat, l'Australien Aurelio Vidmar, qui ne joua qu'une seule saison à Sclessin, est sacré meilleur buteur et Robert Waseige élu entraineur de l'année.
En 1996, le Standard fusionne avec le RFC Seraing (matricule 17) : à la suite de ce qui ressemble davantage à une absorption, il récupère les joueurs sous contrat chez le club voisin comme Wamberto, Edmilson et Axel Lawarée. Un nouveau titre de champion de Belgique se fait toujours attendre : les cinq championnats disputés entre 1995-1996 et 1999-2000 voient le Standard osciller entre la 5e et la 9e place. Pendant ces années moins glorieuses, le Standard qui, en 1996, a vu le départ simultané de quatre de ses cadres (Genaux, Léonard, Wilmots et Goossens) vers l'étranger, a pu compter entre autres sur l'engagement et la régularité des Limbourgeois Bernd Thijs (de 1995 à 2000) et Dimitri De Condé (de 1995 à 1999) ainsi que du Verviétois Didier Ernst (de 1993 à 2002), promu capitaine lors de ses trois dernières saisons. Le punch et la fidélité dont Guy Hellers fit preuve sur la pelouse de Sclessin pendant dix-sept saisons (entre 1983 et 2000) sont évidemment aussi à mettre en exergue.
Le club atteint néanmoins la finale de la Coupe Intertoto en 1996 face au Karlsruher SC mais est battu 3 buts à 2 en match aller - retour. L'aube de la saison 1997-1998 est marquée par la venue à Sclessin des frères Mbo et Émile Mpenza en provenance de l'Excelsior Mouscron et du jeune défenseur nigérian de dix-sept ans Rabiu Afolabi qui devient titulaire dès la saison suivante.

### L'ère Louis-Dreyfus - D'Onofrio (1998-2011)

#### Les années 1998 à 2007
En 1998, le Standard est sauvé de la faillite grâce à Lucien D'Onofrio et à son ami personnel, l'homme d'affaires suisse d'origine française Robert Louis-Dreyfus qu'il parvient à convaincre d'investir (environ 24,7 millions d'euros à partir des années 2000) dans le club liégeois. Robert Louis-Dreyfus place son ami d'enfance, le Suisse Reto Stiffler, à la présidence du club en 2000 en remplacement d'André Duchêne mais c'est Lucien D'Onofrio, nommé vice-président, qui devient de facto l'homme fort de Sclessin.
Pour le championnat 1998-1999, le Standard accueille deux joueurs croates : le gardien de but Vedran Runje, en remplacement de Gilbert Bodart parti vers le Calcio, et l'attaquant Ivica Mornar qui restera trois saisons en bord de Meuse avant de rejoindre le rival anderlechtois. L'attaquant franco-congolais Ali Lukunku rejoint aussi les rangs des Rouches.
Le club échoue deux fois consécutivement en finale de la coupe de Belgique, en 1999 (battu 3 à 1 par le Lierse SK, but liégeois d'Ali Lukunku) et en 2000 (défait 4 à 1 par le Racing Genk, but de Frédéric Pierre). En juin 1999, après deux saisons passées à Liège, Émile Mpenza quitte le club pour le championnat allemand et Schalke 04 tandis que son frère Mbo est transféré au Sporting Portugal.
La saison 1999-2000 voit aussi l'arrivée de Daniel Van Buyten au sein de la défense liégeoise avant de le voir migrer en 2001 vers l'Olympique de Marseille. Ce ne fut pas le seul transfert entre les deux clubs puisque, cette même année, trois autres Standardmen rejoignent aussi l'OM : Vedran Runje, Joseph Yobo et Jürgen Cavens. Ces quatre transferts, surévalués pour certains, entre deux clubs appartenant à Robert Louis-Dreyfus firent couler beaucoup d'encre. Le mercato hivernal de janvier 2000 voit le retour de Michaël Goossens après trois saisons passées à Schalke 04.
Les Standardmen réintègrent le podium du championnat belge par une troisième place au classement en 2000-2001 sous la houlette de Michel Preud'homme qui a repris l'entraînement de l'équipe en janvier 2001. L'équipe a pu compter sur deux nouvelles recrues, transférées de La Gantoise : le défenseur serbe Ivica Dragutinović et l'attaquant norvégien Ole Martin Årst.
La saison suivante, les Liégeois participent à la coupe UEFA : ils sortent le FK Vardar Skopje puis le RC Strasbourg avant d'être éliminés par les Girondins de Bordeaux. Le Standard, qui a recruté le petit milieu de terrain portugais Almani Moreira, ne termine que cinquième à l'issue du championnat.
Robert Waseige, qui venait de quitter l'équipe nationale belge à l'issue de la coupe du monde 2002 au Japon et en Corée du Sud, revient une troisième fois au Standard. Il se fait rapidement limoger après un début de championnat 2002-2003 catastrophique et est remplacé par Dominique D'Onofrio, frère de Lucien, qui prend pour la deuxième fois les commandes de l'équipe. Il s'agit du treizième changement d'entraîneur depuis 1994… "DD" restera en place quatre saisons. Le gardien de but uruguayen Fabián Carini, arrivé en prêt pour deux saisons de la Juventus, ne pourra pas empêcher le Standard d'éviter une décevante 7e place. Notons que le 1er janvier 2003, l'avocat liégeois Pierre François est nommé directeur général du club, succédant à Alphonse Costantin.
Renforcé par l'arrivée de l'attaquant guinéen Sambegou Bangoura en provenance du KSC Lokeren, le Standard obtient la saison suivante une encourageante troisième place. Cet exercice voit aussi le retour d'Émile Mpenza qui plante 21 buts avant de repartir illico en Bundesliga, cette fois au Hambourg SV.
En 2004, le milieu offensif portugais Sérgio Conceição débarque en bord de Meuse. Son jeu, son expérience et sa grinta vont bientôt permettre au club de remonter petit à petit les échelons du football belge. Lors de cette saison, le Standard renforce aussi son assise défensive en recrutant le Liégeois Éric Deflandre, triple champion de France avec l'Olympique lyonnais, le solide Américain Oguchi Onyewu, Philippe Léonard (de retour au bercail après sept années à l'AS Monaco puis une pige à l'OGC Nice) et Vedran Runje, qui revient donc lui aussi en bord de Meuse. Le milieu de terrain limbourgeois Karel Geraerts rejoint aussi le club tandis que le jeune Mémé Tchité est de plus en plus souvent titularisé à la pointe de l'attaque liégeoise. Au premier tour de la coupe UEFA, le Standard affronte le club allemand de Bochum. Après un match nul (0 à 0) obtenu à Sclessin, les Rouches marquent en déplacement le but de la qualification (1 à 1) dans les derniers instants du match via le jeune remplaçant uruguayen Winston Curbelo, qui venait de monter au jeu. Lors de la phase de groupes, les Standardmen sont versés dans la poule B : malgré une victoire 2-1 contre les Italiens et un nul en Turquie, ils ne peuvent éviter la dernière place derrière l'Athletic Bilbao, le Steaua Bucarest, le FC Parme et le Beşiktaş à la suite d'une cinglante défaite 1-7 à Sclessin des œuvres des Basques. Le Standard termine troisième du championnat ex-æquo avec le Racing Genk mais est privé de coupe européenne la saison suivante après avoir perdu un test match disputé en aller-retour (vainqueur 3-1 à Sclessin mais battu 3-0 en déplacement). Sérgio Conceição reçoit toutefois le Soulier d'or 2005, 23 ans après Gerets, le dernier lauréat rouche.
En 2005-2006, le Standard passe tout près du titre mais échoue de nouveau à cinq points d'Anderlecht. Il est vrai que le club liégeois avait dû se passer pendant les dernières rencontres du championnat des services de Conceição : son meneur de jeu avait en effet été exclu le 21 mars en demi-finale de la coupe de Belgique contre Zulte-Waregem à la suite de comportements déplacés envers le médian flandrien Stijn Meert (qui avait provoqué le Portugais) puis l'arbitre qui lui avait adressé le carton rouge. Les principaux Standardmen vice-champions de Belgique 2005-2006 ont pour noms Runje, Deflandre, Léonard, Onyewu, Mohamed Sarr, Geraerts, Moreira, Milan Rapaić, Conceição (capitaine), Jonathan Walasiak, Marius Niculae, Cédric Roussel et Tchité. Après le dernier match de la saison disputé à Sclessin, l'entraîneur Dominique D'Onofrio est vivement critiqué par certains supporteurs alors qu'il a mené le club à son meilleur niveau depuis onze ans. Dès lors, il met fin à ses fonctions d'entraineur.
Cette deuxième place ouvre au club les portes du troisième tour préliminaire de la Ligue des champions et ce pour la première fois de son histoire. Ce tour se solde par une élimination contre le Steaua Bucarest. Reversé en coupe UEFA, il est sorti par le club espagnol du Celta Vigo à la suite d'une double défaite. Vedran Runje parti, c'est Olivier Renard qui défend désormais les buts liégeois. Philippe Léonard quitte le club et Mémé Tchité rejoint Anderlecht au grand désarroi des supporters. En juillet 2006, le Standard acte l'arrivée en transfert libre de l'attaquant serbe Milan Jovanović et recrute l'attaquant portugais Ricardo Sá Pinto, âgé de 34 ans, qui terminera à la fin de cette saison sa carrière de joueur à Sclessin. En 2006-2007, le club démarre très mal avec 2 points sur 12 après quatre matches. Le nouvel entraineur Johan Boskamp est rapidement remercié et remplacé par Michel Preud'homme pour un deuxième mandat d'entraîneur. Renforcé par la présence du défenseur brésilien Dante arrivé pendant le mercato d'hiver, le Standard finit 3e du championnat derrière Anderlecht et Genk. Il se qualifie pour la finale de la Coupe de Belgique mais perd 1-0 face au FC Bruges. C'est pendant cette saison que le fameux triangle du milieu de terrain se met en place. Il se compose de trois jeunes joueurs belges de 18 ans : Axel Witsel, Steven Defour et Marouane Fellaini.

#### 9eet10etitres

Blason surmonté d'une étoile représentant les dix titres (sur les maillots).

Pour la saison 2007-2008, le Standard voit les départs d'Éric Deflandre, de Karel Geraerts, de Milan Rapaić et de Sérgio Conceição alors que l'attaquant congolais Dieumerci Mbokani et le milieu droit Grégory Dufer rejoignent Sclessin.
En coupe UEFA 2007-2008, le Standard est éliminé au premier tour par le Zénith Saint-Pétersbourg, futur vainqueur de cette compétition. Déjà battu 3-0 en Russie à la suite d'un arbitrage contesté par les Liégeois, le Standard menait 1-0 au match retour à Sclessin quand deux décisions de l'arbitre écossais Craig Thomson influencèrent le cours du match : l'exclusion pour deux cartons jaunes (dont la première était totalement imméritée, d'après les Liégeois) d'Oguchi Onyewu à la 40e minute et surtout l'annulation inédite d'un but du Standard pour hors-jeu alors que ce but avait été inscrit contre son camp par le défenseur du Zénith Nicolas Lombaerts. Ce match retour se solda par un score de 1-1.
Lors de cette saison 2007-2008, le Standard remporte son neuvième titre de champion de Belgique, après 25 ans de vaches maigres. Il est mathématiquement champion le 20 avril 2008 en battant Anderlecht à domicile sur le score de 2-0. Le onze de base était ce jour-là composé de Rorys Aragon Espinoza (gardien de but), Dante, Oguchi Onyewu, Mohamed Sarr, Marcos Camozzato, Réginal Goreux, Marouane Fellaini, Steven Defour (capitaine), Axel Witsel, Dieumerci Mbokani (deux fois buteur) et Milan Jovanović. Au terme de cette saison, le 26 mai 2008, l'entraîneur Michel Preud'homme annonce qu'il quitte le club pour La Gantoise, suivi par ses adjoints Manu Ferrera et Stan Van den Buijs.
Pour la saison 2008-2009, le Roumain László Bölöni est le nouvel entraîneur du club. Les principaux nouveaux joueurs sont les Français Benjamin Nicaise et Wilfried Dalmat ainsi que les Croates Tomislav Mikulić et Leon Benko. Le club débute en remportant la Supercoupe de Belgique 3-1 face à Anderlecht (deux buts d'Oguchi Onyewu et un de Benjamin Nicaise).
Le Standard entame sa saison européenne par une rencontre à domicile face à Liverpool au troisième tour préliminaire de la Ligue des champions (0-0) mais est éliminé au match retour à Anfield, à la 119e minute de la prolongation sur un but de Dirk Kuijt (1-0). Le 1er septembre 2008, Marouane Fellaini rejoint le club anglais d'Everton pour une somme record concernant un transfert en Belgique se situant entre 18 et 22 millions d'euros. Les Liégeois sont reversés au premier tour de la Coupe UEFA face à…Everton avec qui le transfert de Fellaini venait de se réaliser. Après un nul 2-2 en Angleterre, le Standard l'emporte 2-1 à Sclessin grâce à des buts d'Axel Witsel et de Milan Jovanović et se qualifie pour la phase de groupes. Le Standard, grâce à ses victoires 1-0 face au FC Séville, 0-1 en Serbie contre le Partizan Belgrade et 3-0 face à la Sampdoria de Gênes, finit premier de son groupe malgré une défaite 3-0 à Stuttgart. Pour la première fois depuis sa finale en Coupe des coupes 1982, le club liégeois passe l'hiver européen. Au tour suivant, en seizièmes de finale, le Standard est éliminé par le Sporting Braga, 3-0 au Portugal et 1-1 à Sclessin. Lors du mercato hivernal, le Standard perd son défenseur brésilien Dante (transféré au Borussia Mönchengladbach) mais acquiert le gardien belgo-turc du KRC Genk Sinan Bolat qui devient titulaire lors des derniers matches de la saison.
Le 16 mai 2009, lors du dernier match de championnat, le gardien de but Sinan Bolat se distingue en parvenant à garder ses cages inviolées face à La Gantoise. Les rouches, menant 1 à 0, ne peuvent se permettre un match nul sous peine de perdre le championnat. À la 91e minute, un pénalty est sifflé contre le Standard mais Bolat l'arrête et sauve son équipe, lui permettant de rejoindre le RSC Anderlecht en tête du classement. Anderlecht et le Standard étant à égalité de points et de victoires à l'issue du championnat, les deux clubs disputent deux test matchs les 21 et 24 mai 2009 pour se départager. C'est le Standard de Liège qui en sort vainqueur, sur le score cumulé de 2 buts à 1. Le onze de base champion lors du match retour à Sclessin était formé de Sinan Bolat (gardien de but), Landry Mulemo, Oguchi Onyewu, Mohamed Sarr, Marcos Camozzato, Wilfried Dalmat, Steven Defour (capitaine), Axel Witsel (buteur sur pénalty), Dieumerci Mbokani, Igor De Camargo et Milan Jovanović. Cette saison voit aussi la titularisation en équipe première et les débuts prometteurs du jeune milieu de terrain Mehdi Carcela, formé au club.
Le Standard obtient un deuxième titre consécutif, le dixième de l'histoire du club. Une étoile peut désormais figurer au-dessus de son blason.

#### 2009-2010: crise en championnat mais beau parcours européen

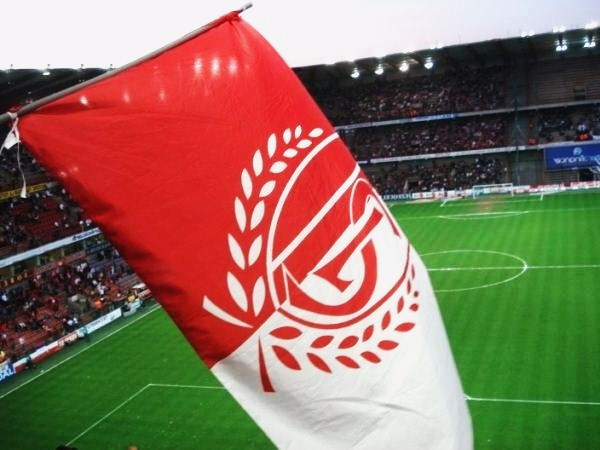
Drapeau du Standard flottant sur le stade de Sclessin en 2009.

Le Standard commence bien cette nouvelle saison en remportant de nouveau la supercoupe. Il s'impose 2-0 contre le KRC Genk (buts de Wilfried Dalmat et Axel Witsel) mais devra désormais se passer de son défenseur central Oguchi Onyewu, parti pour l'AC Milan.
Le Standard participe pour la première fois à la phase de groupes de la Ligue des champions - grâce à un deuxième titre consécutif et à une réforme du système de qualifications élaborée par le président de l'UEFA Michel Platini - et réalise un parcours en demi-teinte. Après une défaite à domicile contre Arsenal (2-3 après avoir mené 2-0 dès la… cinquième minute de jeu), un nul face à l'AZ Alkmaar, une défaite 2-1 concédée dans les arrêts de jeu à l'Olympiakos, le Standard signe une première victoire historique sur les Grecs grâce à des buts de Dieumerci Mbokani et Milan Jovanović. Le match suivant constitue une rencontre de gala pour les Liégeois qui se déplacent à Arsenal, mais ils seront défaits 2-0. Avant le dernier match, tout reste possible : contre les Néerlandais de l'AZ Alkmaar, les Rouches entament bien la partie, mais ce sont leurs adversaires qui mènent 0-1 à la mi-temps (but de Jeremain Lens consécutif à un centre de Sébastien Pocognoli). La deuxième mi-temps est de moins bonne qualité, mais à la dernière minute, un coup franc est accordé aux Liégeois. Le gardien Sinan Bolat monte et inscrit de la tête un but qui qualifie le Matricule 16 pour la Ligue Europa. Il est à noter que, quelques semaines plus tard, en janvier 2010, Sébastien Pocognoli signait un contrat avec le Standard, son club formateur.
Le début du championnat est marqué par l'incident de match entre Axel Witsel et l'Anderlechtois Marcin Wasilewski (double fracture ouverte tibia-péroné pour le Polonais) qui vaut huit matches de suspension au médian liégeois. À la suite de mauvais résultats du club en championnat, László Bölöni et la direction du club décident d'un commun accord de résilier le contrat de l'entraîneur en février 2010. Son adjoint démissionne à son tour. Dans les jours qui suivent, Dominique D'Onofrio reprend le poste de T1 pour la troisième fois et Jean-François de Sart, entraîneur de l'équipe nationale espoirs, est nommé adjoint, devenant pour la première fois de sa carrière entraîneur au sein d'un club. Malgré ce changement, le Standard termine à la huitième place du championnat, manquant ainsi les playoffs 1 de la nouvelle formule du championnat de Belgique. Le club est versé dans le groupe B des playoffs 2 qui permettent encore une éventuelle qualification européenne, mais le Racing Genk de KDB y sera un os trop dur à croquer.
En parallèle à ce championnat raté, le Standard enchaîne les succès en Ligue Europa 2009-2010. Il affronte tout d'abord les Autrichiens du Red Bull Salzbourg, qui ont remporté leurs six rencontres au sein du groupe G. Lors du match aller à Sclessin, les Salzbourgeois mènent 0-2 à la mi-temps. Les Rouches reviennent au score et finissent par s'imposer 3-2 puis se qualifient pour les 8e de finale grâce à un 0-0 au retour. Au tour suivant, le Standard retourne à Athènes, cette fois pour affronter le Panathinaikos, et signe une victoire 1-3 (buts de Witsel, Jovanović et de Camargo). Lors de la seconde manche, les Liégeois s'imposent à nouveau (1-0, but de Mbokani). En quart de finale, ils défient Hambourg : le match aller en Allemagne perdu 2-1 seulement permet d'espérer, mais le retour à Sclessin se termine sur le score de 1-3, ce qui met fin au beau parcours européen du Standard, salué par la presse et les supporteurs.

#### Dernier trophée de l'ère D'Onofrio
L'été 2010 marque le départ du duo d'attaquants utilisé ces dernières saisons : Milan Jovanović s'en va en Angleterre à Liverpool FC alors que Dieumerci Mbokani signe à l'AS Monaco (en manque de temps de jeu, tous deux feront leur retour la saison suivante dans le championnat belge mais sous les couleurs du rival anderlechtois). Igor de Camargo rejoint le Borussia Mönchengladbach, le défenseur Marcos Camozzato signe au FC Bruges et Mohamed Sarr part pour l'Espagne et Hércules. Parmi les nombreux arrivants, on peut citer Franck Berrier, Mbaye Leye, Koen Daerden, Luigi Pieroni, Aloys Nong, Daniel Opare et Laurent Ciman. Seuls les deux derniers réussiront à s'imposer et resteront plus de deux saisons au club. Mémé Tchité est aussi de retour à Sclessin : il sera secondé à l'attaque par l'Ivoirien Cyriac Gohi Bi Zoro, à Sclessin depuis janvier 2010. Le défenseur anderlechtois Jelle Van Damme, déjà annoncé au Standard en été, rejoint finalement le club principautaire le 1er janvier 2011 après un court séjour au club anglais de Wolverhampton

Les onze de base de la finale de coupe de Belgique 2011

En 2010-2011, sans Ligue Europa, le Standard commence très mal le championnat dans sa phase classique mais arrive tout de même à se qualifier pour les Play-Offs 1 en terminant 6e à 15 et 16 points des premiers, Genk et Anderlecht. Lors de ces playoffs, le Standard prend 26 points sur 30 et termine 2e derrière le KRC Genk à égalité de points mais Genk bénéficie d'un demi-point à la division des points par deux à la fin de la phase classique. Le 17 mai 2011, le dernier match de ces Plays-Off 1 voyait le Racing Genk et le Standard s"affronter lors d'un match décisif pour le titre. En effet, en cas de victoire, les Rouches auraient remporté un troisième titre en quatre saisons. À la 25e minute, Mehdi Carcela était évacué du terrain, victime d'un coup de pied involontaire de Chris Mavinga au visage. Mais un but d'Eliaquim Mangala inscrit juste avant la mi-temps mettait les Liégeois aux commandes. Genk égalisait à la 77e minute par Kennedy. Les Standardmen dominaient la fin de la rencontre, se créant plusieurs très grosses occasions de but que le jeune gardien de Genk, Thibaut Courtois, arrêta une à une. Le onze de base était composé de Sinan Bolat, Daniel Opare, Eliaquim Mangala, Kanu, Sébastien Pocognoli, Jelle Van Damme, Axel Witsel, Steven Defour, Mehdi Carcela, Camara et Mémé Tchité.
Le Standard se qualifie également pour la finale de la coupe de Belgique qu'il remporte pour la sixième fois de son histoire face au KVC Westerlo sur le score de 2-0 (un but d'Eliaquim Mangala et un but contre son camp de Westerlo).
C'est le dernier trophée de l'ère d'Onofrio, car, à la suite du décès de Robert-Louis Dreyfus survenu le 4 juillet 2009, sa veuve et héritière, Margarita Louis-Dreyfus née Bogdanova ne désirait pas rester comme actionnaire du club. Le Standard est alors, un peu à la surprise générale, racheté le 23 juin 2011 par Roland Duchâtelet qui acquiert 100 % des parts du club dont il devient ainsi le nouvel homme fort. Par la force des choses, Dominique D'Onofrio quitte aussi ses fonctions d'entraineur.

### Les quatre années Duchâtelet (2011-2015)
Roland Duchâtelet s'attend à une année de transition au Standard, celui-ci se séparant de quatre éléments importants. Trois d'entre eux prennent la direction du Portugal : le Benfica Lisbonne pour Axel Witsel, le FC Porto pour Steven Defour et Eliaquim Mangala. Mehdi Carcela est quant à lui transféré pour dix millions d'euros au club russe de FK Anji Makhatchkala. Réginal Goreux est donc le dernier joueur de l'équipe championne en 2008 à toujours fouler la pelouse de Sclessin. Le Liégeois José Riga est le nouvel entraineur et la direction s'attache notamment les services du Nantais William Vainqueur, de Paul-José M'Poku (qui avait déjà fait une partie de ses gammes à l'Académie), Yoni Buyens, Geoffrey Mujangi Bia et l'international uruguayen Nacho González (Valence CF). Le jeune attaquant Michy Batshuayi, formé au club, rejoint pour de bon l'équipe fanion.

Le début de saison est en demi-teinte : le Standard perd la supercoupe (1-0 à Genk) avant d'être éliminé de la Ligue des champions dès son entrée en lice au 3e tour de qualification, contre le FC Zurich. Repêché en Ligue Europa, il réalise un bon parcours en terminant premier de son groupe mais peine à décoller en Jupiler Pro League. La suite sera encore moins rose, d'autant plus qu'en février, le club perd dramatiquement Guy Namurois, son préparateur physique, victime d'un arrêt cardiaque à l'âge de 51 ans. Après avoir éliminé le Wisła Cracovie, le Standard s'incline en huitième de finale de la Ligue Europa face à Hanovre 96, club qu'il avait pourtant vaincu quelques semaines auparavant. Les Rouches se qualifient bien pour les play-offs 1 mais n'y remportent que deux victoires en dix matchs. Ils terminent la saison 5e, sans ticket européen vu l'élimination honteuse en Coupe de Belgique à domicile en quart contre un Lierse pourtant défait 1-2 à l'aller. Lors du dernier match de cet exercice, l'entraîneur José Riga surprend tout son monde en annonçant son départ pour le Qatar. Le nom d'Eric Gerets circule une nouvelle fois mais c'est finalement le Néerlandais Ron Jans qui est nommé à la tête de l'équipe. En coulisses, la fonction de directeur général est supprimée et de ce fait, Pierre François, l'un des rares rescapés de l'ère D'Onofrio, quitte le club.
Le 17 juillet 2012, le Standard de Liège, le K Lierse SK et Eiji Kawashima trouvent un accord. Le gardien japonais, qui compte 28 sélections en équipe nationale et plus de 250 matchs au compteur, signe un contrat portant sur trois saisons pour un montant qui avoisine les 600,000 euros. En signant au Standard, il devient le premier joueur japonais à jouer pour les Rouches. Bien qu'il ne soit pas considéré comme un des meilleurs gardiens du championnat belge, son arrivée procure un peu de publicité au club, le président Duchâtelet voulant s'attaquer au marché asiatique. Outre Eiji Kawashima, le Standard achète de nombreux joueurs tels que Frédéric Bulot (joueur révélé en Ligue 1 française dans le club de Caen), Astrit Ajdarević (espoir suédois), Marvin Ogunjimi (ancien attaquant de Genk), Dudu Biton (attaquant appartenant au Sporting de Charleroi) et le défenseur Yohan Tavares. Dans le même temps, plusieurs joueurs cadres quittent le club pour la concurrence. C'est le cas de Gohi Bi Cyriac et de Mémé Tchité.
Après une entame de championnat correcte, le Standard s'effondre et perd quatre fois consécutivement, face au FC Bruges, au Beerschot, à La Gantoise et à Courtrai. Le club arrache ensuite une victoire inespérée à domicile face à Anderlecht.
À l'issue du derby wallon face au RAEC Mons (victoire 3-1 des Dragons), le Standard sombre de nouveau et plonge dans la crise. Avec un bilan de 13/33 points et une inhabituelle 12e place au classement général, le Standard de Liège et Ron Jans se séparent de commun accord le 22 octobre 2012. Tandis que la direction choisit son nouvel entraîneur, le Standard, sous la conduite de l'intérimaire Peter Balette, décroche une pénible victoire à domicile contre la lanterne rouge, le Cercle Bruges. Après avoir pris contact avec Mazzu et Vercauteren, Roland Duchâtelet s'est renseigné auprès de Vandereycken et c'est finalement le 27 octobre 2012 que Mircea Rednic est annoncé comme nouvel entraîneur. Ancien de la maison, il contribue à deux victoires importantes : la première lors d'un déplacement à Genk et la seconde à Sclessin contre la meilleure attaque du championnat (OHL). Par la suite, malgré une défaite sur le score de 2-1 à Lokeren (4e du championnat) et un match nul vierge à Zulte-Waregem (2e du championnat), le Standard remonte au classement avec des victoires face au K Lierse SK, à Waasland-Beveren, au Sporting de Charleroi et face au FC Malines.
Peu de temps après, le Standard rencontre le FC Bruges à domicile dans un stade enfin comble. Ce match au sommet tourne à l'avantage d'un Bruges efficace, et ce, malgré un bon Standard qui n'a pas été aidé par l'arbitrage. La dernière rencontre avant la trêve hivernale se conclut par une victoire facile du Standard face au Beerschot, déforcé et faiblard. Certes avantagé par un calendrier facile, depuis l'arrivée de Mircea Rednic, le Standard est la deuxième équipe à avoir engrangé le plus de points derrière le ténor du championnat, Anderlecht.
On prédit alors beaucoup de mouvements au Standard pendant la trêve, en particulier des départs. Or le mercato hivernal débute de manière étonnement calme : peu de départs, presque aucune rumeur d'arrivées, et une direction qui ne semble pas vouloir faire bouger les choses. L'inquiétude s'installe dans le clan des supporteurs et dans le staff technique qui demande des renforts. Les arrivées de joueurs nippons tels que Kensuke Nagai et Yuji Ono sont enregistrées, mais elles ne semblent pas correspondre aux demandes de l'entraîneur Mircea Rednic. La colère au sein des supporteurs monte encore d'un cran après l’officialisation du départ de deux joueurs importants au sein de l'effectif du Standard, Réginal Goreux et Sébastien Pocognoli. À la fin de la saison, le Standard entame de manière presque parfaite les playoffs 1, pour finalement s'écrouler lors des matchs retour à la 4e place. Le Standard affronte Gand pour la dernière place qualificative en Ligue Europa. Battus 1 à 0 à l'aller, les Liégeois s'imposent 7 à 0 au retour et gagnent ainsi leur ticket européen pour le deuxième tour préliminaire de la Ligue Europa. Au lendemain du match contre Gand la direction annonce la non-reconduction de Mircea Rednic et la nomination comme T1 de Guy Luzon, entraîneur des jeunes en Israël, qui a la lourde tâche de faire oublier aux supporteurs passablement énervés la décision du président.
À son arrivée, Guy Luzon ne fait pas l'unanimité auprès des supporteurs liégeois. Pour entamer cette nouvelle saison, le Standard a transféré de nouveaux joueurs comme Ronnie Stam, Yohann Thuram, a réussi à rapatrier un ancien prodige de la maison, à savoir Mehdi Carcela mais se sépare de son gardien Sinan Bolat. Le Standard enchaîne neuf victoires consécutives en championnat avant de tomber à Zulte-Waregem lors de la dixième joute de la saison. Participant également à la Ligue Europa, Guy Luzon procède à une rotation de son effectif. Dans cette compétition, ils sont opposés au Red Bull Salzbourg, à l'IF Elfsborg et à l'Esbjerg fB. Cependant, le Standard enchaîne les prestations en demi-teinte dans cette compétition et se retrouve déjà éliminé après quatre journées. Accessoirement, en coupe de Belgique, le Standard est éliminé en huitième de finale par le Cercle de Bruges sur le score de 1-0.
En championnat, tout au long de la saison, les victoires s'enchaînent et cette compétition s'assimile à un parcours de santé pour les Rouches. Au moment de commencer les play-offs 1, le titre semble promis aux Liégeois, leader au terme de la phase classique avec 4 points d"avance sur le FC Bruges et 10 sur Anderlecht. Cependant, le club liégeois s'effondre durant ce parcours (15 points sur 30) et voit le titre lui échapper. Le titre ira au vieux rival anderlechtois. Le Standard remettra en cause quelques décisions arbitrales litigieuses, mais cela n'y changera rien. Le Standard finira deuxième du championnat et Guy Luzon, au vu de la formidable saison du club, sera reconduit par la direction. L'équipe vice-championne de Belgique 2013-2014 est principalement composée d'Eiji Kawashima (gardien de but), Daniel Opare, Laurent Ciman, Kanu, Jelle Van Damme (capitaine), Julien De Sart, Frédéric Bulot, William Vainqueur, Paul-José M'Poku, Yoni Buyens, Mehdi Carcela, Michy Batshuayi, Igor De Camargo et Imoh Ezekiel.
Le mercato estival est agité du côté de Sclessin : plusieurs cadres de l'équipe quittent le club. Michy Batshuayi rejoint l'Olympique de Marseille, William Vainqueur le Dynamo Moscou et Imoh Ezekiel le Qatar et le club d'Al-Arabi Sports Club. Dans l'autre sens, de nombreux joueurs rejoignent les Rouches, comme Jeff Louis, Adrien Trebel, Jorge Texeira ou Araujo Vinicius. Le Standard participe au quatrième tour qualificatif de la Ligue des champions et élimine les Grecs du Panathinaïkos ; au troisième tour, le club est sorti par les Russes du Zenit Saint-Petersbourg d'Axel Witsel, ancienne idole de Sclessin. Le Standard se voit reversé dans les groupes de la Ligue Europa avec le Feyenoord Rotterdam, le FC Séville et Rijeka. Cependant l'équipe sera éliminée dès la phase de groupe en terminant à une décevante quatrième place.
En championnat, les résultats ne suivent pas, les transferts n'apportent pas ce qu'on attend d'eux. Le 19 octobre 2014, l'équipe est battue par le SV Zulte Waregem (1-2) et quelques supporteurs liégeois agitent sérieusement le match en jetant des sièges sur la pelouse. Peu rassuré, Roland Duchâtelet quitte le stade vingt minutes avant la fin du match. Au lendemain de cette énième défaite, Guy Luzon est remercié et remplacé par son entraineur adjoint, Ivan Vukomanovic. Avec lui, l'équipe joue mieux et les résultats positifs s'enchaînent, malgré une élimination précoce en coupe de Belgique face au Sporting Lokeren (1-4). Parallèlement, le club subit une révolution de son organisation interne. Le Président Duchâtelet nomme un vice-Président, un homme d'affaires liégeois, Bruno Venanzi et un conseiller sportif, Axel Lawarée. Le 2 février 2015, Vukomanović est remplacé par José Riga au poste d’entraîneur. Il restera entraîneur du Standard jusqu'à la fin de la saison.
Au mercato hivernal, Laurent Ciman quitte le club et rejoint l'Impact Montréal, pour raisons familiales. Lors de son dernier match face au RSC Anderlecht, le 25 janvier 2015, il inscrit un but et est ovationné par tout le stade, alors que l'ancien capitaine du Standard, Steven Defour, ayant rejoint Anderlecht, est conspué par le public liégeois qui déploie avant le match dans la tribune 3 un immense tifo représentant Defour décapité. En cours de match, Defour, énervé, écope en fin de compte d'un carton rouge. Anderlecht perd 2-0. Le club est condamné à un match à huis clos et une amende de 5 000 euros.
Le Standard termine cette saison à la quatrième place du championnat et se qualifie pour le troisième tour de la Ligue Europa 2015-2016.
Le 17 novembre 2014, le Liégeois Bruno Venanzi, cofondateur et administrateur de la société d'électricité verte Lampiris, est nommé vice-président du Standard de Liège par Roland Duchâtelet.
Une chose devient de plus en plus concrète puisque Roland Duchâtelet veut vendre son club ; de plus le fait que le K Saint-Trond VV fut destiné à évoluer en Pro League la saison suivante, grâce à un excellent championnat, n'arrange rien étant donné que la propriétaire n'est rien d'autre que l'épouse de Roland Duchâtelet.
Mais une conférence de presse le 24 juin 2015 met fin à toute rumeur puisque Bruno Venanzi, qui détient à présent 99,7 % des parts, devient le président et propriétaire.
Roland Duchâtelet quitte le club après quatre saisons vierges de tout trophée.

### L'ère Venanzi (2015-2022)
Bruno Venanzi veut apporter un nouveau visage au club : nouvel entraîneur, nouvel effectif, rénovation du stade et surtout un projet de Socios  en français : « adhérents » pour le Standard, ouvrant le capital aux supporteurs dans les cinq ans, tout comme au FC Barcelone. En 2018, ce projet est abandonné.

#### Saison 2015-2016:7ecoupe de Belgique
Le début de la première saison sous l'ère Venanzi n'est pas de tout repos.
C'est le Serbe Slavoljub Muslin qui entraine le Standard à l'entame de la saison 2015-2016. Plusieurs joueurs rejoignent l'effectif liégeois : on enregistre notamment les arrivées d'Anthony Knockaert, Christian Brüls, Ivan Santini et Mohamed Yattara. Dans l'autre sens, des éléments importants de la saison précédente quittent le club. Ainsi, Imoh Ezekiel retourne au Qatar avant de rejoindre l'ennemi juré, le RSC Anderlecht. Igor De Camargo effectue quant à lui son grand retour au Racing Genk. Enfin, Ricardo Faty quitte le club pour se rendre dans le club turc de Bursaspor.
Le début de saison est périlleux avec une élimination prématurée au 4e tour de la Ligue Europa face aux Norvégiens de Molde, après un match aller manqué par l'équipe liégeoise. Au lendemain de cette déroute, Muslin est remercié et remplacé par son adjoint, Éric Deflandre, qui assure l'intérim. Cependant, l'éviction de l'entraineur ne change rien au jeu proposé par les Liégeois et le navire coule contre le FC Bruges avec une défaite 7-1.
Le dernier jour du mercato, Renaud Emond, Matthieu Dossevi et Sambou Yatabaré viennent gonfler le groupe liégeois. Quant à Geoffrey Mujangi Bia, le meilleur joueur de la saison 2014-2015 au club mais en froid avec le club, il rejoint la formation suisse de Sion.
Le mardi 8 septembre 2015, Yannick Ferrera devient l'entraîneur du Standard et quitte ainsi l'équipe limbourgeoise de Saint-Trond, qu'il avait fait remonter en Jupiler Pro League.
Le mercato hivernal se veut ambitieux. En effet, l'objectif avoué de l'équipe est d'atteindre les Play-off 1 en fin de saison et de continuer son beau parcours en Coupe de Belgique. Ainsi, alors que tout le monde l'annonçait à La Gantoise, Edmilson Junior décide de revenir au sein de son club formateur. Par ailleurs, son coéquipier Jean-Luc Dompé quitte également l'équipe de Saint-Trond pour se lier au Standard. En défense, c'est le Serbe Milos Kosanovic qui rejoint l'équipe liégeoise. Pour renforcer son secteur offensif, l'AS Monaco prête le jeune Brésilien Gabriel Boschilia au Standard. Au niveau des départs, on note celui d'Anthony Knockaert qui, après avoir seulement passé six mois en bord de Meuse, rejoint l'équipe de Championship, Brighton & Hove, non sans avoir fâché et déçu la majorité des supporters liégeois. Enfin, Mohamed Yattara, décevant depuis son arrivée, est prêté à Angers en Ligue 1.
Le lundi 18 janvier 2016, on annonce également le départ du capitaine de l'équipe, Jelle Van Damme, vers les Los Angeles Galaxy en MLS. Ce dernier reçoit une ovation de tout le stade le 24 janvier, au coup d'envoi du match contre La Gantoise. C'est Adrien Trebel, milieu de terrain, qui hérite du brassard de capitaine. Enfin, Jorge Teixera, défenseur central, rejoint lui Charlton, le club de l'ancien président liégeois Roland Duchâtelet.

Les compositions au coup d'envoi de la finale de la coupe de Belgique 2016

Le plus gros coup de ce mercato est réalisé le 24 janvier 2016, date à laquelle Victor Valdes, ancien gardien du FC Barcelone, triple vainqueur de la Ligue des champions et champion du Monde, en manque de temps de jeu à Manchester United, est prêté par le club anglais et signe en faveur du Standard. Il viendra épauler le jeune Guillaume Hubert, en lui apportant toute son expérience.
Après la trêve hivernale, les supporters retrouvent une équipe proposant un jeu flamboyant, avec des guerriers sur le terrain qui représentent bien cet esprit Standard. L'équipe signe deux victoires probantes face à Lokeren en championnat et à Genk en coupe de Belgique, avant de sombrer face à Gand, champion en titre.
Après une victoire à Louvain et une qualification pour la finale de la coupe de Belgique, le Standard retourne dans ses travers en concédant deux défaites contre Saint-Trond et chez la lanterne rouge Westerlo ce qui diminue fortement les chances du club d'accéder aux Play-Offs 1.
Le 13 mars 2016, alors en 6e position du classement de Jupiler Pro League, le Standard subit un lourd revers lors de la dernière journée de la phase classique sur le terrain du FC Malines en s'inclinant 4-0. Cette défaite cinglante éjecte le club du top 6 et le condamne à disputer les Play-Offs 2.
Le 20 mars 2016, le Standard s'impose 2-1 face au Club de Bruges lors de la finale de la Coupe de Belgique disputée au Stade Roi Baudouin et ajoute ainsi une nouvelle ligne à son palmarès après cinq années de disette. Cette victoire permet à Bruno Venanzi de remporter son premier trophée en tant que président du Standard de Liège malgré une saison en demi-teinte. Il s'agit également du premier trophée de Yannick Ferrera en tant qu'entraineur. Cette victoire envoie également directement le Standard dans les poules de la Ligue Europa pour la saison 2016-2017.

#### Saison 2016-2017
Une fois n'est pas coutume, le mercato principautaire s'avère relativement calme. Parmi les cadres liégeois, on note le départ surprise d'Ivan Santini, parti tenter sa chance à Caen. Dans le sens des arrivées, le Standard accueille plusieurs joueurs, à savoir deux anciens joueurs liégeois, Jean-François Gillet et Ibrahima Cissé, en provenance de Malines, mais également Benito Raman, transféré de La Gantoise, et Birama Touré, de Nantes, et s'octroie le prêt de Konstantínos Laḯfis par l'Olympiacos.
La saison débute par une défaite face au Club de Bruges en Supercoupe de Belgique (2-1), en ayant pourtant mené au score et en supériorité numérique. Les débuts en Jupiler Pro League sont tout aussi décevants puisque le Standard se fait accrocher d'entrée (2-2) sur le terrain de Westerlo. Par ailleurs, le club dispute sa première rencontre à domicile face à Saint-Trond devant un stade vide, puisque le club, sanctionné, doit jouer à un huis clos. Le Standard l'emportera néanmoins sur le score de 2-0. Notons également l'engouement toujours exemplaire des supporteurs qui s'étaient tout de même rassemblés à l'extérieur du stade côté terril afin d'encourager leur équipe.
En fin de mercato, le Standard s'adjuge plusieurs nouveaux joueurs, dont Ishak Belfodil et Orlando Sá. Par ailleurs, le 6 septembre 2016, la direction liégeoise décide de se séparer de Yannick Ferrera et de le remplacer par Aleksandar Janković, alors entraîneur de Malines. Avec l'arrivée du technicien serbe mais également des derniers transfuges, l'équipe retrouve petit à petit des couleurs en signant deux victoires en championnat et un match nul en Ligue Europa face au Celta Vigo. La première déconvenue se produit lors de l'élimination surprise du club liégeois en Coupe de Belgique face à la modeste équipe de Geel. Après une victoire facile face à Eupen et une défaite contre l'Ajax, se profile le Clasico face au RSC Anderlecht. En rendant une copie plus que moyenne, le Standard est battu à domicile sur le score de 0-1, ce qui signe la première défaite en championnat sous Janković. Lors de la 17e journée, le match entre le Sporting Charleroi et le Standard est arrêté définitivement par l'arbitre Serge Gumienny, à la 68e minute à la suite de plusieurs débordements venant des « supporters » des deux camps. Le Standard qui menait 1-3 ne reçoit aucun point pour ce match. La suite de la saison s'avère catastrophique et provoque le 17 avril 2017 le limogeage de Jankovic sur un bilan d'une seule victoire, 8 partages et 6 défaites sur les 15 derniers matchs et la non-qualification pour les PO1. L'équipe est alors entraînée par José Jeunechamps en attendant la fin de saison. Malgré le départ de Jankovic le Standard continue à enchainer les mauvais résultats. Le match du 22 avril face au FC Malines se conclut également sur une défaite, ce qui relègue le Standard en dernière position des PO II, leur dernière victoire remontant à plus de deux mois.

#### Saison 2017-2018: vice-champion et8ecoupe de Belgique
Comme à son habitude, le mercato estival est fortement animé en bord de Meuse. Le Portugais Ricardo Sá Pinto, ancien de la maison rouche, est institué entraineur principal pour cette nouvelle saison. Fort de plusieurs expériences étrangères, il est censé redonner du dynamisme et de la grinta à un groupe qui fut parfois moribond lors du précédent exercice.
Au niveau des arrivées, tout d'abord, le Standard s'offre le médian nigérian Uche Agbo et le gardien international mexicain, Guillermo Ochoa, tous deux en provenance de Grenade. Il signe également le retour du défenseur Sébastien Pocognoli, qui hérite directement du brassard de capitaine, mais aussi ceux de Paul-José Mpoku et Luis Pedro Cavanda. De la sorte, le président affirme sa volonté de ramener les anciens Liégeois au sein du club principautaire. Le Brésilien Carlinhos, milieu offensif, rejoint également l'équipe et en fin de mercato, c'est l'attaquant croate Duje Čop qui signe en faveur du matricule 16.
Les départs, en revanche, sont assez nombreux, et des cadres quittent tour à tour le club. Ainsi, Benito Raman et Ishak Belfodil tentent leurs chances du côté de l'Allemagne, le premier au Fortuna Düsseldorf et le second au Werder de Brême. Matthieu Dossevi, quant à lui, rejoint le club français de Metz.
Le début de saison est assez poussif avec un match nul face au FC Malines et une victoire face au Racing Genk. Néanmoins, on pense le Standard parti sur de belles bases pour cette nouvelle saison, mais l'équipe retombe vite dans ses travers en perdant d'abord à Saint-Trond (1-0) puis surtout en se faisant humilier à domicile par Zulte-Waregem par un cinglant 0-4. Le tournant de la saison arrive lors du Clasico face au rival mauve, rencontre pendant laquelle le médian Merveille Bokadi se blesse gravement et doit être remplacé numériquement par le Roumain Răzvan Marin. Ce dernier ne quittera quasiment plus le onze de base grâce à de bonnes prestations.
En championnat, le Standard végète entre la 7e et 10e position tout le long de la saison, sans pouvoir accrocher cette 6e place qualificative pour les Play-offs 1. En Coupe de Belgique, le club écarte facilement le KSK Heist (4-0). Lors des huitièmes de finale, le Standard effectue un déplacement périlleux à Anderlecht, où les Liégois s'imposent sur le score de 0-1 grâce à un but de Carlinhos. Mais ce match est surtout marqué par la simulation de l'entraineur rouche, chutant sur le terrain à la suite du jet d'un gobelet de bière depuis les tribunes. Le match est interrompu pour quelques instants et l'entraîneur renvoyé en tribune. Ce dernier écopera par la suite de trois matchs de suspension. En quarts de finale, le Standard élimine le KV Ostende, finaliste sortant, sur le score de 2-3.
Le mercato hivernal arrive et le Standard veut redonner un nouveau souffle à son noyau ainsi que de la profondeur à son banc. Malgré les départs d'Alexander Scholz pour le Club de Bruges et d'Orlando Sá pour la Chine, le Standard parvient à attirer le médian bosnien Gojko Cimirot, le jeune défenseur belge, formé au club, Zinho Vanheusden, en prêt depuis l'Inter Milan, mais surtout rapatrie pour la seconde fois le médian marocain Mehdi Carcela. Celui-ci aura un impact plus que positif pour la suite de la saison. Enfin, le défenseur grec Geórgios Koutroubís, libre depuis la rupture de son contrat avec le Panathinaïkos, vient compléter le contingent liégeois.

Les onze de base de la finale de la coupe de Belgique 2018

En demi-finale de la Coupe de Belgique, a lieu une double confrontation face au Club de Bruges. Le match aller, joué à Sclessin, voit le triplé de l'attaquant belge Renaud Emond. Le Standard s'impose 4-1 et prend une option importante pour la finale. Au retour, malgré une défaite (3-2), les Liégeois valident leur sésame pour le stade Roi Baudouin. Parallèlement à ce parcours en Coupe de Belgique, une course poursuite pour les Play-offs 1 se joue et permet de livrer quelques beaux matchs dont notamment un spectaculaire partage (3-3) face à Anderlecht et deux victoires dans les arrêts de jeu face à Eupen (3-2) et Mouscron (4-3). Finalement, le Standard valide son billet pour les Play-offs 1 lors de l'ultime journée de la phase classique, en gagnant 2-3 au KV Ostende, après avoir pourtant été mené 2-0 à la mi-temps. La remontée en seconde période est permise grâce aux buts de Renaud Emond, Collins Fai et Moussa Djenepo , mais est surtout l'œuvre de Mehdi Carcela, auteur d'une prestation étincelante.
Le 17 mars 2018, le Standard remporte sa huitième Coupe de Belgique grâce à sa victoire en finale face au Racing Genk sur un but de Renaud Emond lors des prolongations. Ce dernier sera sacré meilleur buteur de la compétition. Cette victoire les qualifie pour la phase de poules de la Ligue Europa.
Durant les Play-Offs, le Standard ne perd qu'un seul match (1-0 contre Genk), réalise 3 matchs nuls et remporte 6 victoires. Ces victoires et la "Grinta" de Sà Pinto permettent au Standard de remonter à la deuxième place, lui permettant de participer aux préliminaires de la Ligue des champions de l'UEFA 2018-2019. Il a même été en course pour remporter un 11e sacre mais le match nul réalisé à Sclessin par Bruges (1-1) à l'issue de l'avant dernière journée assure la 1re place aux Brugeois. Dans ce match, une phase litigieuse a fait couler beaucoup d'encre : le but égalisateur inscrit par le Brugeois Jelle Vossen est finalement validé par l'arbitre Van Driessche après consultation du VAR qui avait décelé une potentielle faute de main préalable de son coéquipier Ruud Vormer. Le Standard termine donc deuxième de ce championnat 2017-2018 à trois points du FC Bruges. À noter que le Standard n'a plus perdu à domicile après le revers face à Zulte-Waregem (0-4) le 18 août 2017.
Une fois la dernière journée terminée, Ricardo Sà Pinto annonce qu'il quitte le Standard d'un « commun accord ». Il a permis au club de retrouver une place au premier plan sur la scène belge et, malgré un début de saison compliqué, a remporté la Coupe De Belgique et participé aux Plays-Off 1 attendus depuis deux ans. Le 5 juin 2018, le président Bruno Venanzi intègre le conseil d’administration de la Pro League.

#### Saison 2018-2019
Le Standard annonce à la fin du mois de mai 2018 le retour de Michel Preud'homme en tant qu'entraîneur : il signe un contrat de 4 ans et sera assisté par Emilio Ferrera. "MPH" occupe aussi la fonction de vice-président et se voit confier un rôle d'administrateur du club. Au niveau des arrivées, Samuel Bastien (Chievo Verone) rejoint le Standard le 14 juin. Gojko Cimirot est courtisé par le club d'Al Ahli mais restera en bord de Meuse. L'option d'achat de Mehdi Carcela est levée, l'enfant de Sclessin signant dès lors un contrat jusque 2021. Idem pour le défenseur chypriote Konstantinos Laifis et pour Luis Pedro Cavanda. Le 28 juin, le jeune défenseur latéral gauche anversois Senna Miangue rejoint le Standard, prêté pour deux ans avec option d'achat par le club italien de Cagliari. Après quelques mois passés en Chine, Orlando Sá rentre au bercail. L'ailier Maxime Lestienne, libre de tout contrat, intègre aussi les rangs des Rouches.
Au rayon des départs, Ishak Belfodil (déjà en prêt au Werder Brême) rejoint Hoffenheim et Metz lève l'option de Mathieu Dossevi, tandis que Bolingi part définitivement à l'Antwerp pour 4 ans au terme de son prêt à Mouscron. Assez peu utilisé pendant la saison précédente, Duje Čop est prêté pour un an avec option d'achat au Real Valladolid.
La Supercoupe de Belgique 2018 est un bis repetita de celle jouée deux ans plus tôt entre le FC Bruges et le Standard, se terminant sur le même score de 2 buts à 1 en faveur des Brugeois. À l'issue du match, Edmilson Junior, buteur de ce match pour les Rouches, annonce son départ immédiat pour le Qatar. En coupe de Belgique, le Standard est éliminé d'entrée de jeu, battu 1-2 par le FC Knokke, formation évoluant en division 1 Amateurs.
La deuxième place acquise lors du championnat précédent permet au Standard de participer au troisième tour préliminaire de la Ligue des champions, face à l'Ajax Amsterdam, futur demi-finaliste de cette compétition. Le match aller à Sclessin se termine par un score de 2-2 alors que les Liégeois étaient menés 0-2. Le match retour à Amsterdam voit les Standardmen sombrer (défaite 3-0). Éliminés de cette compétition, les Rouches, grâce à leur victoire en coupe de Belgique, participent néanmoins à la phase de groupes de la Ligue Europa 2018-2019 où ils héritent dans le groupe J du FC Séville, quintuple vainqueur de la compétition, des Russes du FK Krasnodar et des Turcs d'Akhisar Belediyespor, club néophyte sur la scène européenne. Malgré un carton plein réalisé à Sclessin dont une victoire 1-0 contre le FC Séville, alors leader du championnat d'Espagne et un total de 10 points sur 18, le Standard termine troisième de son groupe et est éliminé de cette compétition. Le club boucle l'année 2018 en quatrième position du championnat national.
Le mercato hivernal se termine par le départ de quatre joueurs partis en prêt : Carlinhos, Valeriy Luchkevych, Uche Agbo et Christian Luyindama. Si le départ des trois premiers en manque de temps de jeu ne semble a priori pas trop préjudiciable pour le club, celui de Luyindama pour le club turc de Galatasaray, le dernier jour du mercato, a fait couler beaucoup d'encre : le solide défenseur central congolais surnommé le Roc ou le Boss était devenu un pion important de l'équipe liégeoise. Côté arrivées, le milieu croate Alen Halilović et le jeune Nicolas Raskin rejoignent les Rouches.
Auteurs d'une assez belle fin de parcours en phase régulière du championnat (dont une "remontada" contre Waasland-Beveren, de 0/3 à 4/3), les Liégeois abordent les play-offs 1 2019 en troisième position derrière le KRC Genk et le Club de Bruges mais devant le RSC Anderlecht, La Gantoise et l'Antwerp.
Le Standard entame ses play-offs par une victoire 3-1 à domicile face à l'Antwerp, grâce notamment à un coaching gagnant de "MPH" (entrée de Moussa Djenepo au début de la seconde mi-temps, le Standard étant alors mené 0-1).
La journée suivante propose un déplacement face à La Gantoise : les Liégeois l'emportent 1-2 contre le cours du jeu et assez chanceusement comme l'avouera MPH. Le Standard conserve donc sa troisième place et se retrouve à 1 point du Club de Bruges, deuxième.
C'est chez ces mêmes Brugeois que se rendent ensuite les Rouches. Après une bonne entame de match, un CSC malheureux de la part du jeune et prometteur défenseur Zinho Vanheusden plonge le Standard dans le désarroi. Ils recevront une claque 4-0.
Arrive alors le "Clasico" tant attendu : Standard - RSC Anderlecht. Le contexte est particulier pour des Bruxellois en très mauvaise posture : restant sur 3 défaites consécutives lors de ces play-offs et subissant une énorme pression de la part de leurs supporters, ils se devaient de remporter ce match dans "L'Enfer de Sclessin", sold-out pour l'occasion. Les Liégeois entament le match pied au plancher et après un magnifique but annulé d'Alen Halilović, Răzvan Marin & Paul-José Mpoku parviennent rapidement à inscrire deux buts. Le match est plusieurs fois interrompu par des supporters mauves, ceux-ci jetant des fumigènes sur la partie du terrain où se situe le gardien Rouche Guillermo Ochoa. La rencontre sera définitivement arrêtée après 31 minutes de jeu, un score de forfait (5-0) en faveur du Standard étant acté quelques jours plus tard.
Les cinquième et sixième journées mettent fin aux éventuels espoirs de titre pour le club. Le Standard est battu à Sclessin 1-3 contre le KRC Genk puis 2-1 à l'Antwerp (Renaud Emond manquant un pénalty alors que le score était de 1-1) et rétrograde ainsi à la quatrième place du classement. Les deux rencontres suivantes confirment la méforme du club : les Liégeois sont battus 2-1 à Anderlecht puis 2-3 à domicile contre La Gantoise grâce à un but des Buffalos à la dernière minute.
Lors de l'avant dernière journée des play-offs, Răzvan Marin joue son dernier match au stade Maurice Dufrasne contre le Club Brugge et inscrit par la même occasion un doublé (victoire du Standard 2-0). Il rejoindra l'Ajax Amsterdam pour une somme annoncée de 12,5 millions d'euros. À la fin de la rencontre, Guillermo Ochoa annonce qu'il va quitter le club à la fin de la saison.
Guillermo Ochoa est élu joueur de la saison par les supporters alors que Renaud Emond finit meilleur buteur du Standard avec 16 réalisations.
La saison 2018-2019 se termine par un match nul (0-0) obtenu sur le terrain du nouveau champion de Belgique, le KRC Genk. Ce résultat conjugué à une défaite de l'Antwerp au Club de Bruges permet aux Liégeois de monter sur la troisième marche du podium et de s'assurer une participation à la Ligue Europa 2019-2020. Le lendemain, le club annonce la fin de sa collaboration avec Olivier Renard, son directeur du recrutement.

#### Saison 2019-2020
Le 10 juin 2019, le Standard annonce l'arrivée comme T2 de Mbaye Leye, ancien attaquant du club entre 2010 et 2012 qui vient de mettre un terme à sa carrière de joueur. Il remplace Emilio Ferrera et sera, avec Éric Deflandre, l'adjoint de Michel Preud'homme.
Le club se montre par ailleurs rapidement très actif sur le plan des transferts en recrutant avant le 1er juillet une dizaine de nouveaux joueurs parmi lesquels le gardien serbe Vanja Milinković-Savić, l'arrière gauche français Nicolas Gavory, l'arrière droit kosovar formé en partie au club Mërgim Vojvoda, le milieu offensif belge Selim Amallah, l'ailier gauche Anthony Limbombe (ex Club Bruges, en prêt du Football Club de Nantes), l'ailier gauche monténégrin Aleksandar Boljević, l'attaquant uruguayen Felipe Avenatti ainsi que les achats à l'Inter Milan de Zinho Vanheusden et d'Obbi Oularé au club anglais de Watford Football Club. Ces deux derniers joueurs étaient précédemment prêtés au Standard . Au début du mois d'août, le jeune attaquant roumain de 20 ans Denis Drăguș et l'arrière central Noë Dussenne rejoignent à leur tour l'effectif liégeois. Moussa Djenepo et Răzvan Marin quittent Sclessin. Le Malien en direction de Southampton Football Club et le Roumain vers l'Ajax Amsterdam. Ces deux transferts auraient rapporté au club une somme avoisinant les 28 millions d'euros. Comme il l'avait annoncé à l'issue de la compétition précédente, Guillermo Ochoa ne portera plus les couleurs du Standard. Il retourne dans son pays à son club formateur mexicain du Club América. C'est le jeune Arnaud Bodart, formé au club et neveu de Gilbert Bodart, qui devient titulaire entre les perches liégeoises.
À la suite de la non-participation à la Ligue Europa du KV Malines, vainqueur de la coupe de Belgique mais impliqué dans l'affaire dite du Footgate, le Standard est directement qualifié pour la phase de groupes de cette Ligue Europa. Le 30 août, le tirage au sort envoie les Rouches dans le groupe F, groupe très relevé puisqu'il compte les Anglais d'Arsenal et les Allemands de l'Eintracht Francfort, respectivement finaliste et demi-finaliste de la saison précédente, ainsi que les Portugais du Vitória Guimarães. Le 12 décembre 2019, le Standard reçoit Arsenal pour le sixième et dernier match de ce groupe. Après avoir mené 2-0 (buts de Samuel Bastien et Selim Amallah), les Liégeois encaissent deux buts dans le dernier quart d'heure et sont ainsi éliminés de cette compétition avec un total de huit points (deux victoires, deux nuls et deux défaites) pour onze à Arsenal et neuf à l'Eintracht Francfort mais maintiennent toutefois leur brevet d'invincibilité au niveau européen à Sclessin en cours depuis la défaite face à Feyenoord le 11 décembre 2014.
Après un beau début de championnat qui voit le club prendre la tête de la compétition entre la cinquième et la huitième journée, les résultats deviennent plus décevants en fin d'année 2019 et les Rouches rétrogradent à la cinquième place à 14 unités du leader brugeois. Les résultats du mois de décembre se révèlent particulièrement médiocres avec les éliminations en Ligue Europa et en coupe de Belgique (1-3 contre l'Antwerp) et plusieurs revers en championnat, souvent en raison d'occasions de but manquées. Les blessures d'une dizaine de joueurs et principalement de Samuel Bastien et de Renaud Emond ainsi qu'une suspension de 3 matchs pour Mehdi Carcela ont sans doute nui à l'efficacité des Standardmen.
Le mercato hivernal voit le club de Sclessin se séparer de quatre de ses joueurs emblématiques. Si Sébastien Pocognoli n'entrait plus dans les plans de Michel Preud'homme, Renaud Emond, parti au FC Nantes, et Paul-José M'Poku, transféré à l'Al-Wahda Club aux Émirats arabes unis, étaient des membres réguliers et performants du onze de base des Rouches. Réginal Goreux, quant à lui, met un terme à sa carrière de joueur et intègre le staff des entraineurs du club. On note l'arrivée du milieu israélien Eden Shamir ainsi que de deux jeunes défenseurs africains : le Congolais John Nekadio, frère cadet de Christian Luyindama et le Malien Moussa Sissako, en prêt du Paris Saint-Germain.
Le 6 mai 2020, le Standard obtient sa licence par notification écrite de la Cour belge d'arbitrage pour le sport (CBAS). Dans un premier temps, le club avait été recalé par la commission des licences pour des problèmes de solvabilité de la société immobilière du Standard de Liège qui doit racheter le stade avant le 30 juin 2020 et pour un souci dans la preuve du paiement des primes de quelques joueurs. Le même jour, le gouvernement fédéral siffle la fin de la compétition pour cause de pandémie du Covid-19. Le classement définitivement arrêté après 29 journées voit le Standard se classer à la cinquième place et ainsi obtenir un ticket européen pour une participation au deuxième tour de qualification de la Ligue Europa 2020-2021. Cette décision est confirmée le 15 mai lors de l’assemblée générale de la Pro League.

#### Saison 2020-2021: finaliste de la coupe de Belgique
Le 10 juin 2020, le club annonce l'arrivée d'un nouvel entraineur. Le Français Philippe Montanier remplace donc Michel Preud'homme qui conserve toutefois d'autres fonctions au sein du club.
Le 3 août 2020, le Standard de Liège annonce que François Fornieri devrait devenir coadministrateur délégué du club à hauteur de 49,5 % des parts, après avoir longtemps été sponsor du club via sa société Mithra Pharmaceuticals. Il est prévu que l'homme d'affaires liégeois entre dans le capital mais que Bruno Venanzi reste le président du club. François Fornieri devrait également intégrer le capital de la « S.A. Immobilière Standard de Liège ». Cependant, le 10 novembre 2020, le Standard de Liège et Bruno Venanzi annoncent avoir mis un terme aux négociations avec François Fornieri, le patron de Mithra. Ce dernier ne fait donc pas son entrée dans le capital du club liégeois,.
Bien que le mercato estival ait été prolongé jusqu'au 5 octobre en raison de la pandémie du Covid-19, on note assez peu de mouvements dans l'effectif des joueurs liégeois. Le gardien de but Laurent Henkinet, l'attaquant congolais Jackson Muleka, l'arrière droit luxembourgeois Laurent Jans et l'ailier français Eddy Sylvestre rejoignent le club alors que le belgo-kosovar Mërgim Vojvoda s'envole vers le calcio en signant au club de Torino FC. Quelques joueurs peu ou pas alignés pendant la saison précédente quittent aussi le club alors que plusieurs jeunes de l'Académie intègrent le noyau A parmi lesquels le milieu de terrain Nicolas Raskin, la révélation liégeoise du début du championnat.
Sur la scène européenne, le Standard franchit deux tours de qualification et les barrages de la Ligue Europa en écartant successivement à domicile et en matches uniques les formations galloise de Bala Town FC (2-0), serbe de Vojvodina (2-1 après prolongations) et hongroise de Fehérvár (3-1) et se qualifie ainsi pour la troisième saison consécutive pour la phase de groupe de la Ligue Europa. Le Standard est versé dans le groupe D en compagnie des Portugais du Benfica Lisbonne, des Écossais du Glasgow Rangers et des Polonais de Lech Poznań, récents tombeurs du Sporting Charleroi. Les Rouches entament mal leur parcours européen avec trois défaites consécutives, terminent finalement troisième de ce groupe avec 4 points et ne se qualifient donc pas pour les seizièmes de finale.
Le club entame bien le championnat et figure parmi le top 4 belge jusqu'à la 9ème journée. Le 1er novembre, lors d'une rencontre contre le KV Ostende, Zinho Vanheusden est victime d'une déchirure des ligaments du genou droit et est indisponible pour plusieurs mois . Ensuite, les résultats deviennent moins bons puis carrément mauvais, les Rouches enchaînant quatre matches nuls puis quatre défaites de rang. Le Standard termine l'année 2020 à une décevante onzième place. Ces mauvaises performances ont pour conséquence le limogeage de l'entraineur Philippe Montanier le 26 décembre 2020. Quatre jours plus tard, le Standard annonce l'engagement comme entraineur du Sénégalais Mbaye Leye, ancien joueur du club de 2010 à 2012 et entraineur adjoint jusqu'en juin 2020. Il est secondé par Patrick Asselman et Éric Deflandre. Le changement d'entraineur paraît d'emblée bénéfique puisque les Liégeois entament l'année 2021 par quatre victoires qui leur permettent de réintégrer la quatrième place du classement. Le mercato d'hiver est très calme. On note une seule arrivée : l'avant-centre brésilien João Klauss venu en prêt pour une saison et demie du TSG Hoffenheim. Au niveau des départs, Felipe Avenatti et Aleksandar Boljević sont prêtés jusqu'à la fin de la saison respectivement à l'Antwerp et au KAS Eupen. La suite du championnat est toutefois beaucoup moins glorieuse avec sept matches consécutifs sans victoire avant une embellie sur les trois dernières journées de la phase régulière concrétisée par autant de victoires. Le Standard termine à la sixième place de cette phase régulière et se qualifie pour les play-offs 2 renommés Europe play-offs. Devant faire face aux blessures de nombreux titulaires, le Standard termine dernier de ces play-offs 2 avec 5 défaites en 6 matches et ne se qualifie donc pas pour une coupe d'Europe.
Cette saison a vu les Liégeois accomplir un beau parcours en coupe de Belgique. Ils ont d'abord éliminé leurs voisins du R. FC Seraing 1-4 sur un terrain boueux à la limite de la praticabilité. Ensuite, ils sont venus à bout du KV Courtrai aux tirs au but sur un terrain gelé. Le 4 mars, ils parviennent à battre les favoris du Club Bruges 1-0, malgré une fin de match houleuse à la suite d'un but brugeois à la dernière minute annulé par le VAR pour une faute de main de Simon Mignolet, monté à l'attaque. Vainqueur en demi-finale du KAS Eupen (0-1), le Standard échoue pour sa 18ème finale, battu 2-1 par le KRC Genk (but de Jackson Muleka pour le Standard).
Si le Standard n'a pas guère brillé en championnat ni en Ligue Europa, la principale satisfaction du club à la fin de la saison 2020-2021 est l'éclosion ou la confirmation de jeunes joueurs issus de son centre de formation comme Arnaud Bodart, Nicolas Raskin, Zinho Vanheusden (malgré sa grave blessure), Michel-Ange Balikwisha et Hugo Siquet.

#### Saison 2021-2022
Faisant face à des problèmes financiers et à une masse salariale trop importante, le Standard est contraint de se séparer de son jeune capitaine Zinho Vanheusden parti pour le Calcio, de Michel-Ange Balikwisha ralliant l'Antwerp et d'une dizaine d'autres joueurs moins utilisés souvent partis en prêt ou en transfert libre vers d'autres clubs. Le jeu des Liégeois et les résultats du début de championnat ne sont pas bons et, après quatre défaites en cinq matches et treize points sur trente, la direction décide le 4 octobre de mettre fin à sa collaboration avec l'entraineur Mbaye Leye mais également avec ses deux adjoints, Patrick Asselman (T2) et Éric Deflandre (T3).
Trois jours plus tard, Luka Elsner, jusqu'alors actif au KV Courtrai, est nommé entraineur. Il est secondé par Will Still. Mais les résultats ne s'améliorent pas. Le Standard est éliminé en 1/4 de finale de la coupe de Belgique par La Gantoise (défaite 3-1) et termine l'année 2021 à une inhabituelle quinzième place en championnat. Mécontents des résultats et protestant contre la direction du club, certains supporters réagissent entre autres le 5 décembre lors du derby wallon contre le Sporting Charleroi où ils interrompent le match perdu 0-3 en envahissant le terrain à trois minutes de son terme. Le mercato d'hiver confirme la volonté du Standard de diminuer son effectif. Le club se sépare ainsi de ses jeunes joueurs Hugo Siquet et Ameen Al-Dakhil mais aussi de Collins Fai (à Sclessin depuis 6 ans), de Nicolas Gavory, de Hamza Rafia, de João Klauss, de Maxime Lestienne ainsi que de Jackson Muleka parti en prêt à Kasımpaşa SK. On note cependant les arrivées de Mathieu Cafaro, Gilles Dewaele et Joachim Van Damme ainsi que le retour au bercail de Renaud Emond après un passage en demi-teinte de deux années au FC Nantes. Les résultats ne s'améliorent pas et le Standard doit attendre la 32e journée de la phase régulière sur 34 pour assurer son maintien de division 1A. Les Rouches finissent la phase régulière du championnat à la quatorzième place et ne se qualifient donc pour aucun play-off. Il faut remonter au championnat 1945-1946 pour trouver un classement similaire.
Le 13 mars 2022, le site officiel du club annonce que : « Bruno Venanzi a trouvé un accord avec la société américaine d’investissements alternatifs 777 Partners qui va racheter 100% des parts du Matricule 16 et ainsi devenir le nouveau propriétaire du Standard de Liège ».

### Les sociétés 777 Partners puis A-Cap (2022-2025)

#### Saison 2022-2023
La conclusion de la vente du Standard de Liège à la société américaine d’investissements 777 Partners a été réalisée le 19 avril 2022.
L'Irlandais Fergal Harkin est engagé en tant que directeur sportif le 17 mai 2022 en provenance du City Football Group pour lequel il devra toutefois prester son préavis, reportant à début août son arrivée effective en bord de Meuse. Pierre Locht, membre de longue date de la structure, est confirmé au poste de CEO après avoir assuré l'intérim pendant deux mois. Le 13 juin 2022, le Norvégien Ronny Deila est nommé entraineur du club.
Le noyau continue son dégraissement avec les départs définitifs d'une quinzaine de joueurs dont Mehdi Carcela, Moussa Sissako et Samuel Bastien, parti à Burnley FC entraîné par Vincent Kompany. Sclessin voit débarquer l'Israëlien Osher Davida, l'Américain Marlon Fossey, le Néerlandais Noah Ohio et le Croate Stipe Perica ainsi que quelques joueurs en prêt comme le Danois Philip Zinckernagel et le Colombien Steven Alzate. Après un début de championnat difficile (4 points sur 15), les Liégeois remportent les quatre rencontres suivantes dont un encourageant 3-0 (dont deux buts de Zinckernagel) contre les champions en titre du Club Brugge. Ensuite, le Standard alterne le chaud et le froid et termine la moitié de la phase régulière à la sixième place. Le 23 octobre, l'histoire se répète : comme en 2019, le classico est interrompu par des jets de fumigènes et de pétards anderlechtois après 63 minutes de jeu alors que les Rouches menaient 3-1. Sur le tapis vert, les Liégeois l'emportent sur la score de forfait de 5-0. Ce championnat confirme les excellentes prestations de Nicolas Raskin et voit l'éclosion de deux jeunes du club : William Balikwisha et Cihan Çanak. En coupe de Belgique, les Rouches sont éliminés 4-0 par l'Antwerp au stade des huitièmes de finale.
La fin du mercato d'hiver entérine les départs de deux éléments importants du Standard : Selim Amallah et Nicolas Raskin qui étaient en fin de contrat en juin 2023 n'ont pas trouvé un terrain d'entente avec le club pour une prolongation de leur contrat et, de ce fait, n'étaient plus sélectionnés depuis plusieurs semaines. Ils partent respectivement pour le Real Valladolid et le Glasgow Rangers. La seconde moitié de la phase régulière est à l'image de la première partie. Le Standard réalise souvent de bons résultats contre les équipes mieux classées que lui (notamment des victoires contre les deux premiers du classement : 2-4 à l'Union Saint-Gilloise et 2-0 contre KRC Genk) mais perd des plumes lors de matches dits faciles. Les Rouches terminent sixièmes de la phase régulière avec 55 points et se qualifient pour les play-offs 2. Le Standard rate complètement ces play-offs 2 avec 2 points sur 18, termine 7e du championnat et ne se qualifie donc pas pour une coupe européenne. Ces play-offs sont aussi perturbés par le départ possible puis confirmé avant les deux derniers matches de l'entraîneur Ronny Deila pour le Club Bruges.

#### Saison 2023-2024
Le 16 juin 2023, le site officiel du Standard annonce l'arrivée de Carl Hoefkens comme entraineur principal. Quatre jours plus tard, l'Ivoirien Yaya Touré est désigné comme T2. Plusieurs joueurs importants quittent le club : Noë Dussenne vers Lausanne, Gojko Cimirot vers Al-Fayha FC, Aron Dønnum au Toulouse FC  et Philip Zinckernagel au Club Bruges alors que, au niveau des arrivées, le défenseur central Zinho Vanheusden fait son second come-back dans son club formateur pour un prêt d'une saison avec option d'achat et que les milieux de terrain japonais Hayao Kawabe, australien Aiden O'Neill, et nord-irlandais Isaac Price ainsi que les attaquants anglais Romaine Mundle et franco-ivoirien Wilfried Kanga débarquent en bord de Meuse. En toute fin de mercato, quatre joueurs viennent renforcer l'équipe mal embarquée en début de championnat avec 3 points sur 18 et aucune victoire en six matches. Les trois premiers joueurs sont l'ailier malien Moussa Djenepo, de retour à Sclessin après quatre saisons passées à Southampton, le milieu anglais Isaac Hayden en prêt de Newcastle United et le milieu ghanéen Kamal Sowah prêté par le Club Bruges. Le prêt du quatrième, Steven Alzate, qui avait regagné son club de Brighton, est finalement reconduit le 6 septembre, dernier jour du mercato. Alignant une équipe solidement remaniée avec les retours de Konstantinos Laifis et de Steven Alzate et les titularisations des derniers arrivés Isaac Hayden, Moussa Djenepo et Kamal Sowah, le Standard gagne son premier match de la saison (1-3) lors de la 7e journée au KAS Eupen puis s'oriente vers une spirale plus positive en remportant notamment deux matches à domicile contre le Club Bruges (2-1) et surtout contre le RSC Anderlecht (3-2) avec une remontada survenue en dix minutes dans un Sclessin en ébullition, les Liégeois étant menés 0-2 à la pause. Toutefois, après ces bons résultats, les Rouches rentrent dans le rang, concédant notamment un cinglant 6-0 à l'Antwerp. Yaya Touré, peu en vue depuis son arrivée, et Geoffrey Valenne sont remplacés comme adjoints de Carl Hoefkens par deux anciens du club : Bernd Thijs et José Jeunechamps. Le 25 novembre 2023, le club fête ses 125 ans d'existence par un spectacle son et lumière animé par cinq DJ et une victoire (1-0, but de Hayao Kawabe) contre le KRC Genk et termine la moitié de la phase régulière (15 matches) à la 8e place avec 5 victoires, 5 défaites et 5 matches nuls. Le 31 décembre, le club annonce la fin de sa collaboration avec son entraîneur Carl Hoefkens en raison des mauvais résultats de l'équipe (23 points sur 60).
Le 4 janvier 2024, le club annonce la nomination d'Ivan Leko comme entraîneur principal. Le mercato hivernal est plutôt calme avec notamment le départ de Renaud Emond vers Eupen, la cessation du prêt d'Isaac Hayden et les arrivées des défenseurs Souleyman Doumbia et Jonathan Panzo ainsi que de l'attaquant Kelvin Yeboah. Les résultats ne s'améliorent guère et le club n'est rassuré sur le fait d'éviter les Relegation Play-Offs qu'à une journée de la fin de la phase régulière. Le Standard boucle la phase classique à la dixième place avec 34 points et poursuit le championnat en Play-Offs 2 (Europe Play-Offs). Le Standard entame ces play-offs 2 par une défaite à La Gantoise suivie par cinq matches nuls consécutifs mettant définitivement fin à tout espoir européen. Le 10 mai, la rencontre contre le KVC Westerlo ne peut avoir lieu, des membres de clubs de supporters bloquant le car des joueurs à sa sortie du SL16 Football Campus au Sart-Tilman pour manifester contre la mauvaise gestion du club par le groupe 777 Partners, propriétaire du club. Le Standard termine les play-offs 2 sans aucune victoire et rétrograde à la 12e place du classement. L'avenir du club avec 777 Partners semble compromis et une possible revente est d'actualité en mai 2024. 

#### Saison 2024-2025
La saison 2024-2025 commence avec les mêmes interrogations que celles de la fin de saison précédente quant au rachat éventuel du club qui ne se concrétise pas. Une vingtaine de joueurs quittent Sclessin dont sept qui étaient en prêt comme Zinho Vanheusden, Wilfried Kanga, Kelvin Yeboah et Steven Alzate. Le Standard se sépare aussi de Konstantinos Laifis et Merveille Bokadi qui jouaient pour le club depuis 2016 et 2017 et bénéficient d'un transfert libre. Le jeune Cihan Çanak est transféré à Trabzonspor et Hayao Kawabe retourne au Japon à Hiroshima pour un montant de 3,5 M €. Au niveau des arrivées, onze joueurs rejoignent Sclessin dont sept en prêt avec option d'achat. Parmi ces nouveaux arrivants, se trouvent David Bates, Boško Šutalo, Marko Bulat, Ilay Camara, Viktor Đukanović puis Dennis Eckert et Andi Zeqiri. 
Depuis le 4 septembre 2024, 777 Partners ne figure plus au conseil d'administration du Standard, remplacé par la société d'assurances A-Cap, son bailleur de fonds. Malgré un environnement financier difficile et un recrutement à prix réduit, le Standard étonne positivement au début du championnat en totalisant 8 points sur 15 dont une victoire 1-0 contre le Club Bruges. Comme la saison précédente, le club termine la moitié de la phase régulière (15 matches) en milieu de classement avec autant de victoires (essentiellement obtenues à domicile) que de défaites. Le mercato hivernal voit les départs d'Arnaud Bodart pour le FC Metz et d'Isaac Price et les arrivées en prêts du gardien de but Gavin Bazunu, d'Attila Szalai, d'Andréas Hountondji et de Jean Thierry Lazare. Les Liégeois bouclent la phase régulière à la septième place et entament en tête les play-offs 2. Après sept matches nuls et trois défaites, ils terminent le championnat à la onzième place.
Le 25 mars 2025, le club annonce que Giacomo Angellini remplace Pierre Locht comme CEO. Le 2 avril, il est annoncé qu'un accord a été conclu entre A-CAP et une holding belge en cours de création dirigée par Giacomo Angelini, pour la vente des actions du club et de l’immobilière. Le 17 avril, Pierre François  revient au Standard treize ans après son départ et y est nommé manager général. Le 13 mai, c'est au tour de Marc Wilmots de faire son come-back au Standard, 29 ans après avoir quitté les Rouches en tant que joueur. Il est engagé comme directeur sportif. Le 4 juin 2025, le club annonce la fin de sa collaboration avec l'entraineur Ivan Leko qui était en poste depuis 18 mois.

### La reprise par Giacomo Angelini (depuis 2025)

#### Saison 2025-2026
La première décision de la nouvelle direction sportive du Standard est l'engagement comme entraineur du Roumain Mircea Rednic, ancien joueur (de 1991 à 1996, la même époque que Marc Wilmots) et entraineur du club (de 2012 à 2013). Le club boucle assez rapidement sa campagne de transferts renforçant notamment son milieu de terrain avec Casper Nielsen venant du Club Bruges, Marco Ilaimaharitra et Nayel Mehssatou, issus du KV Courtrai, et son attaque par les arrivées du Français Thomas Henry, de l'Allemand Tobias Mohr, du Comorien Rafiki Saïd et du jeune Verviétois Adnane Abid. Le défenseur central franco-togolais Josué Homawoo rejoint aussi le Standard. La nouvelle politique du club veut désormais conclure des contrats de deux à quatre saisons et ne plus acter des prêts de joueurs comme cela avait été systématiquement pratiqué les deux saisons précédentes. Par ce fait, tous les joueurs qui étaient en prêt au 30 juin quittent le Standard parmi lesquels Andi Zeqiri, le meilleur buteur de la saison passée. Dennis Eckert Ayensa dont l'option avait été levée reste chez les Rouches tandis qu'Ilay Camara est transféré au RSC Anderlecht et Nathan Ngoy au LOSC Lille.

## Identité du club

### Nom du club
| Standard Football Club 1898 – 1899 | Standard Football Club 1898 – 1899 | Standard Football Club 1898 – 1899 | Standard Football Club 1898 – 1899 | Standard Football Club 1898 – 1899 | Standard Football Club 1898 – 1899 |  |  |  |  |  |  |  |  |  |  |  |  | Standard FC Liégeois 1899 – 1910 | Standard FC Liégeois 1899 – 1910 | Standard FC Liégeois 1899 – 1910 | Standard FC Liégeois 1899 – 1910 | Standard FC Liégeois 1899 – 1910 | Standard FC Liégeois 1899 – 1910 |  |  |  |  |  |  |  |  |  |  |  |  | Standard Club Liégeois 1910 – 1923 | Standard Club Liégeois 1910 – 1923 | Standard Club Liégeois 1910 – 1923 | Standard Club Liégeois 1910 – 1923 | Standard Club Liégeois 1910 – 1923 | Standard Club Liégeois 1910 – 1923 |  |  |  |  |  |  |  |  |  |  |  |  | Royal Standard Club Liège 1923 – 1952 | Royal Standard Club Liège 1923 – 1952 | Royal Standard Club Liège 1923 – 1952 | Royal Standard Club Liège 1923 – 1952 | Royal Standard Club Liège 1923 – 1952 | Royal Standard Club Liège 1923 – 1952 |  |  |  |  |  |  |  |  |  |  |  |  | Royal Standard Club Liégeois 1952 – 1974 | Royal Standard Club Liégeois 1952 – 1974 | Royal Standard Club Liégeois 1952 – 1974 | Royal Standard Club Liégeois 1952 – 1974 | Royal Standard Club Liégeois 1952 – 1974 | Royal Standard Club Liégeois 1952 – 1974 |  |  |  |  |  |  |  |  |  |  |  |  | Royal Standard de Liège depuis 1974 | Royal Standard de Liège depuis 1974 | Royal Standard de Liège depuis 1974 | Royal Standard de Liège depuis 1974 | Royal Standard de Liège depuis 1974 | Royal Standard de Liège depuis 1974 |  |  |  |  |  |  |  |  |  |  |  |  |

### Devise
| Devise                          |
| ------------------------------- |
| Passion, Fierté, Ferveur        |
| Rouche un jour, rouche toujours |

### Logos
|             |             |             |             |             |             |           |
| 1910 - 1923 | 1923 - 1952 | 1952 - 1972 | 1972 - 2009 | 2009 - 2013 | Depuis 2013 | 2023-2024 |

### Maillots
| Période   | Equipementier  | Sponsor                  |
| --------- | -------------- | ------------------------ |
| 1964-1969 | Fred Perry     |                          |
| 1969-1972 | Adidas         |                          |
| 1972-1973 | Adidas         | Texaco                   |
| 1973-1974 | Le Coq sportif | Orbis Assurance          |
| 1974-1975 | Le Coq sportif | Nova                     |
| 1975-1976 | Adidas         | Bricout Pétrole          |
| 1976-1981 | Adidas         | Maes Pils                |
| 1981-1983 | Le Coq sportif | Maes Pils                |
| 1983-1985 | Le Coq sportif | Banque Nagelmackers 1747 |
| 1985-1997 | Adidas         | Opel                     |
| 1997-2000 | Adidas         | Cirio (it)               |
| 2000-2001 | Adidas         |                          |
| 2001-2003 | Adidas         | randstad construct       |
| 2003-2006 | Umbro          | Ale Teledis              |
| 2006-2007 | Umbro          | Euro Finances            |
| 2007-2008 | Umbro          | BASE                     |
| 2008-2009 | Diadora        | BASE                     |
| 2009-2010 | Diadora        | Generali                 |
| 2010-2011 | Planète rouge  | e-lotto.be               |
| 2011-2012 | Joma           | e-lotto.be               |
| 2012-2015 | Joma           | BASE                     |
| 2015-2017 | Kappa          | BASE                     |
| 2017-2018 | New Balance    | BASE                     |
| 2018-2021 | New Balance    | Voo                      |
| 2021-2024 | Adidas         | Voo                      |
| 2024-2025 | Adidas         | Circus                   |
| 2025-     | Macron         | Circus Daily             |

À la suite des difficultés de l'équipementier Diadora, et après l'échec des négociations avec d'autres marques, le Standard décide de devenir son propre équipementier lors de la saison 2010-2011. Le club sera équipé par la ligne de maillots Planète rouge (du nom de la boutique des supporteurs du club).
Le 23 juin 2010, les premiers maillots de la marque sont présentés lors du Business Meeting, ils sont portés par Sébastien Pocognoli, Steven Defour et Christian Benteke. Cependant, à partir de la saison suivante, le Standard signe un contrat de quatre ans avec la marque espagnole Joma.
La marque n'est plus utilisée pour les maillots mais elle garde le nom pour la boutique officielle du club.
| \| 2006-2007 \| 2007-2008 \| 2008-2009 \| 2009-2010 \| 2010-2011 \| 2011-2012 \| 2012-2013 \| 2013-2014 \| \| 2014-2015 \| 2015-2016 \| 2016-2017 \| 2017-2018 \| 2018-2019 \| 2019-2020 \| 2020-2021 \| 2021-2022 \| \| 2022-2023 \| 2023-2024 \| \| \| \| \| \| \| |           |           |           |           |           |           |           |
| 2006-2007 | 2007-2008 | 2008-2009 | 2009-2010 | 2010-2011 | 2011-2012 | 2012-2013 | 2013-2014 |
| 2014-2015 | 2015-2016 | 2016-2017 | 2017-2018 | 2018-2019 | 2019-2020 | 2020-2021 | 2021-2022 |
| 2022-2023 | 2023-2024 |           |           |           |           |           |           |

| \| 2006-2007 \| 2007-2008 \| 2008-2009 \| 2009-2010 \| 2010-2011 \| 2011-2012 \| 2012-2013 \| 2013-2014 \| \| 2014-2015 \| 2015-2016 \| 2016-2017 \| 2017-2018 \| 2018-2019 \| 2019-2020 \| 2020-2021 \| 2021-2022 \| \| 2022-2023 \| 2023-2024 \| \| \| \| \| \| \| |           |           |           |           |           |           |           |
| 2006-2007 | 2007-2008 | 2008-2009 | 2009-2010 | 2010-2011 | 2011-2012 | 2012-2013 | 2013-2014 |
| 2014-2015 | 2015-2016 | 2016-2017 | 2017-2018 | 2018-2019 | 2019-2020 | 2020-2021 | 2021-2022 |
| 2022-2023 | 2023-2024 |           |           |           |           |           |           |

| \| 2006-2007 \| 2007-2008 \| 2008-2009 \| 2009-2010 \| 2010-2011 \| 2011-2012 \| 2013-2014 \| \| 2015-2016 \| 2016-2017 \| 2017-2018 \| 2018-2019 \| 2019-2020 \| 2020-2021 \| 2022-2023 \| \| 2023-2024 \| \| \| \| \| \| \| |           |           |           |           |           |           |
| 2006-2007 | 2007-2008 | 2008-2009 | 2009-2010 | 2010-2011 | 2011-2012 | 2013-2014 |
| 2015-2016 | 2016-2017 | 2017-2018 | 2018-2019 | 2019-2020 | 2020-2021 | 2022-2023 |
| 2023-2024 |           |           |           |           |           |           |

| Quatrième       |
| --------------- |
| \| 2006-2007 \| |
| 2006-2007       |

## Palmarès et statistiques

### Titres et trophées collectifs
Le Standard de Liège est le 4e club de l'histoire du football belge en nombre de titres de champion (10) derrière le RSC Anderlecht (34), le FC Bruges (18) et la Royale Union Saint-Gilloise (12).
Il a également remporté 8 Coupes de Belgique (seuls le FC Bruges et le RSC Anderlecht faisant mieux, avec respectivement 11 et 9 victoires finales).
Le Standard n'a jamais conquis un trophée européen. Il a cependant disputé et perdu (2 buts à 1) la finale de la Coupe d'Europe des vainqueurs de coupes en 1982 face au FC Barcelone au Camp Nou.
| Compétitions nationales | Compétitions internationales                                                                      | Trophées amicaux |
| --- | ------------------------------------------------------------------------------------------------- | --- |
| - Championnat de Belgique (10) : - Champion : 1958, 1961, 1963, 1969, 1970, 1971, 1982, 1983, 2008 et 2009 - Vice-champion (13) : 1926, 1928, 1936, 1962, 1965, 1973, 1980, 1993, 1995, 2006, 2011, 2014 et 2018 - Coupe de Belgique (8) - Vainqueur : 1954, 1966, 1967, 1981, 1993, 2011, 2016 et 2018 - Finaliste (10) : 1965, 1972, 1973, 1984, 1988, 1989, 1999, 2000, 2007 et 2021 - Supercoupe de Belgique (4) - Vainqueur : 1981, 1983, 2008 et 2009. - Finaliste (5) : 1982, 1993, 2011, 2016 et 2018 - Coupe de la Ligue Pro (1) - Vainqueur : 1975 - Finaliste (1) : 1974 - Championnat de Belgique de D2 (2) - Champion : 1909 et 1921 - Trophée Jules Pappaert (6) - Vainqueur : 1953, 1960, 1962, 1971, 1992 et 2008 | - Coupe d'Europe des vainqueurs de coupes - Finaliste : 1982 - Coupe Intertoto - Finaliste : 1996 | - Trophée Costa del Sol - Finaliste : 1965 - Trophée Ciudad de Palma - Finaliste : 1969 - Tournoi de Paris - Finaliste : 1980 - Amsterdam 700 Tournament - Finaliste : 1981 - Trophée Santiago Bernabéu - Finaliste : 1982 - Tournoi de Liège (1) - Vainqueur : 1986 - Tournoi de Casablanca (1) - Vainqueur : 1986 - Tournoi AD de Rotterdam (1) - Vainqueur : 1987 - Finaliste : 1983 - Tournoi de Bruxelles - Deuxième : 2011 - Philips Stayen Cup (1) - Vainqueur : 2014 |

### Titres et trophées individuels
| Meilleurs joueurs | Meilleurs buteurs | Meilleurs entraîneurs                                                                                  |
| --- | --- | --- |
| Soulier d'or belge (9) : - Jean Nicolay (1963) - Wilfried Van Moer (1969, 1970) - Christian Piot (1972) - Eric Gerets (1982) - Sérgio Conceição (2005) - Steven Defour (2007) - Axel Witsel (2008) - Milan Jovanović (2009) Footballeur pro de l'année (1) : - Milan Jovanović (2008) Jeune pro de l'année (2) : - Michaël Goossens (1993) - Axel Witsel (2008) Gardien de but de l'année (7) : - Gilbert Bodart (1985, 1986, 1992, 1995) - Vedran Runje (1999, 2001, 2006) Trophée du 12e homme (1) : - Steven Defour (2008) Soulier d'ébène (2) : - Marouane Fellaini (2007) - Michy Batshuayi (2014) Lion belge (5) : - Mehdi Carcela-Gonzalez (2015, 2018, 2019) - Ishak Belfodil (2017) - Selim Amallah (2020) | Meilleur buteur du championnat de Belgique (7) : - Lucien Fabry (1927) - Jean Mathonet (1956) - Roger Claessen (1968) - Antal Nagy (1969) - Erwin Kostedde (1971) - Harald Nickel (1978) - Aurelio Vidmar (1995) | Entraîneur de l'année (3) : - Robert Waseige (1995) - Michel Preud'homme (2008) - László Bölöni (2009) |

### Participations aux championnats nationaux
Statistiques mises à jour le 3 décembre 2024 (terme de la saison 2023-2024)
| Niv | Divisions     | Jouées | Titres | TM Up | TM Down |
| --- | ------------- | ------ | ------ | ----- | ------- |
| I   | 1re nationale | 107    | 10     | 3     |         |
| II  | 2e nationale  | 2      | 2      |       |         |
| III | 3e nationale  | 0      | 0      |       |         |
| IV  | 4e nationale  | 0      | 0      |       |         |
| V   | 5e nationale  | 0      | 0      |       |         |
|     |               |        |        |       |         |
|     | TOTAUX        | 109    | 12     | 3     | 0       |

- TM Up : test-match pour départager des égalités, ou toutes formes de Barrages ou de Tour final pour une montée éventuelle.
- TM Down : test-match pour départager des égalités, ou toutes formes de Barrages ou de Tour final pour le maintien.

Le Standard de Liège détient le record de points obtenus en Play-offs 1 du championnat de Belgique de football de Division 1 : 26 points en 2011.

### Participations à la coupe de Belgique
Le Standard est, à égalité avec le FC Bruges, le club belge qui a disputé le plus souvent la finale de cette compétition (dix-huit fois). Les Liégeois ont soulevé le trophée à huit reprises.
Les 18 finales : 
| Années | Vainqueurs       | Finalistes               | Scores   | Buteurs pour le Standard                              | Infos   |
| 1954   | STANDARD         | K. RC Mechelen           | 3-1      | Sébastien Jacquemyns, Joseph Givard, Fernand Blaise   | Détails |
| 1965   | R. SC ANDERLECHT | Standard                 | 3-2 (ap) | Roger Claessen (2)                                    | détails |
| 1966   | STANDARD         | R. SC Anderlecht         | 1-0      | Nico Dewalque                                         | détails |
| 1967   | STANDARD         | K. FC Malinois           | 3-1 (ap) | Jean Thissen, Léon Semmeling, Paul Van Den Berg       | détails |
| 1972   | R. SC ANDERLECHT | Standard                 | 1-0      |                                                       | détails |
| 1973   | R. SC ANDERLECHT | Standard                 | 2-1      | Wolfgang John                                         | détails |
| 1981   | STANDARD         | KSC Lokeren              | 4-0      | Ralf Edström, Jos Daerden, Simon Tahamata, Erhan Önal | détails |
| 1984   | K. AA GENT       | Standard                 | 2-0      |                                                       | détails |
| 1988   | R. SC ANDERLECHT | Standard                 | 2-0      |                                                       | détails |
| 1989   | R. SC ANDERLECHT | Standard                 | 2-0      |                                                       | détails |
| 1993   | STANDARD         | R. Charleroi SC          | 2-0      | Henk Vos, Philippe Léonard                            | détails |
| 1999   | K. LIERSE SK     | Standard                 | 3-1      | Ali Lukunku                                           | détails |
| 2000   | K. RC GENK       | Standard                 | 4-1      | Frédéric Pierre                                       | détails |
| 2007   | CLUB BRUGGE KV   | Standard                 | 1-0      |                                                       | Détails |
| 2011   | STANDARD         | K. Voetbal Club Westerlo | 2-0      | Eliaquim Mangala, CSC                                 | Détails |
| 2016   | STANDARD         | Club Brugge KV           | 2-1      | Jean-Luc Dompé, Ivan Santini                          | Détails |
| 2018   | STANDARD         | K. RC Genk               | 1-0 (ap) | Renaud Emond                                          | Détails |
| 2021   | K. RC GENK       | Standard                 | 2-1      | Jackson Muleka                                        | Détails |

### Participations aux coupes européennes
En 2020, les Rouches participent à leur 38e campagne européenne et à leur 44e compétition (41 campagnes européennes et 47 compétitions en incluant la coupe Intertoto, 42 campagnes européennes et 48 compétitions en ajoutant la coupe des villes de foires). La différence entre le nombre de campagnes européennes et le nombre de compétitions vient du fait que, au cours de six campagnes européennes, les Standardmen ont participé à la Ligue des champions avant d'être reversés soit en coupe UEFA (deux fois), soit en Ligue Europa (quatre fois). Avec un nombre de 250 matchs européens atteint en 2020, le Standard est le troisième club belge comptant le plus de rencontres de compétitions européennes derrière le RSC Anderlecht et le FC Bruges mais devant le KRC Genk et La Gantoise.
Le Standard est le premier club belge victorieux en coupe d'Europe. Cela s'est passé à Sclessin le mercredi 3 septembre 1958, devant 30 000 supporters. Les Liégeois jouaient leur tout premier match européen et battaient les Écossais de Heart of Midlothian 5-1 dans le cadre de la coupe des clubs champions européens 1958-1959. Le Standard alignait ce soir-là : Toussaint Nicolay (gardien de but), Henri Thellin, Gilbert Marnette, Joseph Happart, Maurice Bolsée, Jean Jadot (deux fois buteur et premier buteur du club en coupe européenne), Paul Bonga Bonga (buteur), André Piters (buteur), Marcel Paeschen, Jean Mathonet et Denis Houf (buteur). À l'issue de cette première confrontation, le Standard devient le premier qualifié belge pour un tour suivant.
Le meilleur résultat des Liégeois sur la scène européenne est la finale de la Coupe d'Europe des vainqueurs de coupe 1981-1982 perdue 2-1 à Barcelone contre le club local du FC Barcelone. Le Standard a aussi atteint la demi-finale de la Coupe des clubs champions 1961-1962, éliminé par le Real Madrid et la demi-finale de la coupe d'Europe des vainqueurs de coupe 1966-1967, sorti par le Bayern Munich, futur vainqueur de cette compétition. Plus récemment, les Standardmen ont atteint les quarts de finale de la Ligue Europa 2009-2010, éliminés par Hambourg SV. On peut aussi épingler quelques qualifications probantes face à des clubs huppés du continent comme la double victoire contre le Real Madrid en coupe des clubs champions 1969-1970, les qualifications face à Naples en coupe UEFA 1979-1980, au FC Porto en coupe d'Europe des vainqueurs de coupe 1981-1982 et contre Everton au premier tour de la coupe UEFA 2008-2009.
Le score le plus élevé réalisé par les Rouges et Blancs est un 9-0 contre les Maltais de Floriana FC en 1981 et la plus lourde défaite est le mémorable 0-7 infligé par les Gunners d'Arsenal à Sclessin le 3 novembre 1993. En 1983, le match contre les Irlandais d'Athlone Town FC, se soldant par une victoire des Rouches 8-2, est le match européen avec le plus de buts inscrits : 10.
Dans son histoire, le Standard a connu deux importantes périodes de présence ininterrompue sur la scène européenne : neuf campagnes consécutives de 1965 à 1974 et huit de 1977 à 1985.

### Coefficient UEFA
Instauré en 1960, le coefficient UEFA est utilisé lors des tirages au sort des compétitions continentales organisées par l'Union des associations européennes de football. Il est calculé en fonction des performances des clubs sur le plan européen pendant cinq saisons et permet d'établir un classement. À l'issue de la saison 2017-2018, le Standard de Liège figurait à la 110e place de celui-ci . En 1983, il était monté jusqu'à la 3e place (ex-æquo avec Liverpool FC) .
| Rang | Club              | Coefficient |
| ---- | ----------------- | ----------- |
| 1    | FC Barcelone      | 7.998       |
| 2    | Real Madrid       | 7.929       |
| 3    | Standard de Liège | 6.666       |
| 3    | Liverpool FC      | 6.666       |
| 5    | RSC Anderlecht    | 6.483       |

| Année | Rang | Club              | Coefficient |
| ----- | ---- | ----------------- | ----------- |
| 2017  | 95   | Standard de Liège | 20,980      |
| 2018  | 110  | Standard de Liège | 12,500      |
| 2019  | 82   | Standard de Liège | 17,500      |
| 2020  | 74   | Standard de Liège | 20,500      |
| 2021  | 65   | Standard de Liège | 22,000      |

## Personnalités du club

### Présidents
En plus de 100 ans d'histoire, le Standard de Liège a vu se succéder 16 présidents. Le premier d'entre eux fut Joseph Debatty.
La plus longue présidence de l'histoire du club a été celle de Paul Henrard : pas moins de vingt-cinq ans, entre 1952 et 1977. Au cours de son mandat, le Standard a remporté six titres de champion de Belgique, trois coupes et une coupe de la Ligue.
Tous les présidents du club ont la particularité d'être belges, à l'exception du Suisse Reto Stiffler qui fut à la tête du Standard de 2000 à 2011.
Le Matricule 16 est alors à vendre et c'est l'homme d'affaires Roland Duchâtelet qui le rachète pour une somme tournant autour des 40 millions d'euros. Il fut très critiqué par les supporteurs tout au long des quatre années qu'il passa en bord de Meuse.
| Rang | Nom                   | Période   |
| ---- | --------------------- | --------- |
| 1    | Joseph Debatty        | 1898-1902 |
| 2    | Gaston Jacquet        | 1902-1903 |
| 3    | Joseph Nollet         | 1903-1906 |
| 4    | Léon Herzet           | 1906-1909 |
| 5    | Maurice Dufrasne      | 1909-1931 |
| 6    | Joseph Fernand Herzet | 1931-1935 |
| 7    | Hubert Delacolette    | 1935-1938 |
| 8    | Léon Rassart          | 1938-1952 |
| 9    | Paul Henrard          | 1952-1977 |

| Rang | Nom               | Période     |
| ---- | ----------------- | ----------- |
| 10   | Charles Huriaux   | 1977-1986   |
| 11   | Camille Heusghem  | 1986-1988   |
| 12   | Jean Wauters      | 1988-1998   |
| 13   | André Duchêne     | 1998-2000   |
| 14   | Reto Stiffler     | 2000-2011   |
| 15   | Roland Duchâtelet | 2011-2015   |
| 16   | Bruno Venanzi     | 2015-2022   |
| 17   | Josh Wander       | depuis 2022 |

### Hommes forts du Standard de Liège
| Période     | Nom                    | Titre                                             |
| ----------- | ---------------------- | ------------------------------------------------- |
| 1945 - 1984 | Roger Petit            | Secrétaire général                                |
| Années 1990 | Robert Lesman          |                                                   |
| 1998 - 2009 | / Robert Louis-Dreyfus | Administrateur et actionnaire majoritaire         |
| 1998 - 2011 | Lucien D'Onofrio       | Vice-président et actionnaire minoritaire         |
| 2018 - 2020 | Michel Preud'homme     | Entraîneur, directeur technique et vice-président |
| 2020 - 2021 | Michel Preud'homme     | Vice-président et conseiller sportif              |

### Directeurs sportifs
Le tableau ci-dessous énumère les différents directeurs sportifs qui se sont succédé au Standard de Liège.
| Période                     | Nom                   | Titre               |
| --------------------------- | --------------------- | ------------------- |
| juillet 2002 - août 2006    | Michel Preud'homme    | Directeur technique |
| ?                           | ?                     | ?                   |
| juillet 2011 - juillet 2014 | Jean-François De Sart | ?                   |
| juillet 2014 - février 2016 | Axel Lawarée          | Directeur sportif   |
| février 2016 - juin 2018    | Olivier Renard        | Directeur sportif   |
| juillet 2018 - juin 2020    | Michel Preud'homme    | Directeur technique |
| juillet 2020 - octobre 2021 | Benjamin Nicaise      | Directeur technique |
| mai 2022 - mai 2025         | Fergal Harkin (en)    | Directeur sportif   |
| depuis mai 2025             | Marc Wilmots          | Directeur sportif   |

### Entraîneurs
Depuis 1912, cinquante-sept entraîneurs différents ont tenu les rênes du Standard. Ils étaient de dix-sept nationalités distinctes : vingt-deux Belges, six Français, cinq Néerlandais, trois Anglais, trois Yougoslaves, trois Croates, trois Serbes, deux Roumains, un Allemand, un Autrichien, un Luxembourgeois, un Hongrois, un Israélien, un Portugais, un Sénégalais, un Slovène et un Norvégien.
Sept d'entre eux ont mené le club au titre de champion de Belgique au moins une fois : André Riou (1958), René Hauss (1969, 1970, 1971), Géza Kalocsay (1961), Auguste Jordan (1963), Raymond Goethals (1982, 1983), Michel Preud'homme (2008) et László Bölöni (2009). On remarquera que Michel Preud'homme est le seul à avoir remporté ce titre avec le Standard à la fois en tant que joueur (1982, 1983) et en tant qu'entraîneur.
Ils sont également sept à se partager les huit victoires finales en Coupe de Belgique : André Riou (1954), Michel Pavic (1966, 1967), Ernst Happel (1981), Arie Haan (1993), Dominique D'Onofrio (2011), Yannick Ferrera (2016) et Ricardo Sa Pinto (2018). L'éphémère Coupe de la Ligue Pro ne figure qu'au palmarès de Cor Van Der Hart (1975).
Seul André Riou a donc conquis le Championnat et la Coupe, mais pas la même année.
La Supercoupe de Belgique a été remportée à quatre reprises par le Standard, avec deux entraîneurs différents : Raymond Goethals (1981, 1983) et Laszlo Bölöni (2008 et 2009).
Au niveau européen, c'est Raymond Goethals qui a mené l'équipe le plus loin, hissant les Rouches en finale de la Coupe d'Europe des vainqueurs de coupe (1982).

### Capitaines
| Nom             | Période   |
| --------------- | --------- |
| Roger Petit     | 1939-1943 |
| Fernand Massay  | 1943-1953 |
| Fernand Blaise  | 1953-1954 |
| Jean Mathonet   | 1954-1959 |
| Henri Thellin   | 1959-1963 |
| Marcel Paeschen | 1963-1964 |
| Jean Nicolay    | 1964-1965 |
| Lucien Spronck  | 1965-1966 |
| Léon Semmeling  | 1966-1972 |

| Nom                | Période   |
| ------------------ | --------- |
| Jean Thissen       | 1972-1974 |
| Wilfried Van Moer  | 1974-1976 |
| Eric Gerets        | 1980-1983 |
| Guy Vandersmissen  | 1988-1989 |
| Gilbert Bodart     | 1992-1996 |
| Guy Hellers        | 1996-1999 |
| Didier Ernst       | 1999-2002 |
| Ivica Dragutinović | 2002-2004 |
| Éric Deflandre     | 2004-2005 |

| Nom                 | Période   |
| ------------------- | --------- |
| Sérgio Conceição    | 2005-2007 |
| Steven Defour       | 2007-2011 |
| Jelle Van Damme     | 2011-2016 |
| Adrien Trebel       | 2016      |
| Alexander Scholz    | 2017      |
| Sébastien Pocognoli | 2017-2020 |
| Zinho Vanheusden    | 2020-2021 |
| Konstantínos Laïfis | 2021      |
| Arnaud Bodart       | 2021      |

| Nom              | Période     |
| ---------------- | ----------- |
| Noë Dussenne     | 2022-2023   |
| Aron Dønnum      | 2023        |
| Zinho Vanheusden | 2023-2024   |
| Aiden O'Neill    | 2024-2025   |
| Marlon Fossey    | depuis 2025 |

Club wallon, le Standard de Liège a la particularité d'avoir connu de nombreux capitaines flamands comme Wilfried Van Moer, Eric Gerets, Guy Vandersmissen, Steven Defour, Jelle Van Damme et Zinho Vanheusden.

### Légendes et joueurs emblématiques
Certains de ces joueurs sont tirés d'une liste de « légendes » établie par le Standard lui-même. D'autres figurent dans ce paragraphe en raison de titres, récompenses, performances (meilleur buteur, etc.) ou de l'influence qu'ils ont eu sur le club (capitaines emblématiques, durée de leur séjour en bord de Meuse, etc.). Seules les rencontres officielles ont été comptabilisées.

#### Gardiens
- Joseph Paty[94] (1919-1930) : 11 ans et 251 matchs, international belge.
- Jean Nicolay[94] (1953-1969) : 19 ans et 501 matchs, Soulier d'or belge 1967, international belge.
- Christian Piot[94] (1963-1978) : 15 ans et 305 matchs, Soulier d'or belge 1972, international belge.
- Michel Preud'homme[94] (1977-1986) : 7 ans et 239 matchs, meilleur gardien du monde '94, Prix Lev Yachine '94, 2 fois Soulier d'or belge et 4 fois gardien belge de l'année (avec le FC Malines), international belge.
- Gilbert Bodart[94] (1981-1996 ; 1997-1998) : 17 ans et 470 matchs, gardien belge de l'année ('85, '86, '92, '95), international belge.
- Vedran Runje (1998-2001 ; 2004-2006) : 5 ans et 178 matchs, gardien belge de l'année ('99, '01, '06), international croate.
- Sinan Bolat (2009-2013) : 4 ans et 131 matchs officiels, international turc, 1 but en Ligue des Champions.
- Guillermo Ochoa (2017-2019) : 2 ans et 86 matchs officiels, international mexicain
- Arnaud Bodart (2017-2024) : 7 ans et 190 matchs officiels, international belge.

#### Défenseurs
- Henri Thellin (1949-1965) : 16 ans et 577 matchs, international belge.
- Jacky Beurlet (1961-1974) : 13 ans et 348 matchs, international belge.
- Nico Dewalque[94] (1963-1976) : 13 ans et 376 matchs, international belge.
- Léon Jeck (1963-1974) : 11 ans et 236 matchs, international belge.
- Jean Thissen[94] (1965-1974) : 10 ans et 233 matchs, international belge.
- Eric Gerets[94] (1971-1983) : 12 ans et 397 matchs, Soulier d'or belge 1982, international belge.
- Michel Renquin[94] (1974-1981 ; 1985-1988) : 10 ans et 292 matchs, international belge.
- Théo Poel (1975-1986) : 11 ans et 355 matchs, international belge.
- Gérard Plessers (1975-1984) : 9 ans et 191 matchs, international belge.
- Étienne Delangre (1981-1992) : 11 ans et 320 matchs.
- André Cruz[94] (1990-1994 ; 1999) : 5 ans et 117 matchs, international brésilien.
- Régis Genaux (1990-1996 ; 2001-2002) : 9 ans et 155 matchs, international belge.
- Mircea Rednic (1991-1996) : 5 ans et 161 matchs, international roumain.
- Philippe Léonard (1992-1996 ; 2004-2006) : 15 ans et 216 matchs, international belge.
- Réginal Goreux (1994-2012 ; 2015-2020) : 23 ans et 204 matchs, international haïtien.
- Sébastien Pocognoli (1997-2003 ; 2010-2013 ; 2017-2020) : 12 ans et 157 matchs, international belge.
- Ivica Dragutinović (2000-2005) : 5 ans et 161 matchs, international serbe.
- Éric Deflandre (2004-2007) : 3 ans et 91 matchs, international belge.
- Oguchi Onyewu (2004-2009) : 5 ans et 180 matchs, international et meilleur joueur américain de football 2006[95].
- Mohamed Sarr (2005-2010) : 5 ans et 156 matchs, international sénégalais.
- Dante (2007-2009) : 2 ans et 88 matchs, international brésilien.
- Eliaquim Mangala (2008-2011) : 3 ans et 100 matchs, international français.
- Laurent Ciman (2010-2015) : 5 ans et 186 matchs, international belge.
- Jelle Van Damme (2011-2016) : 5 ans et 205 matchs, international belge.
- Konstantínos Laïfis (2016-2024) : 8 ans et 281 matchs, international chypriote.

#### Milieux
- Denis Houf[94] (1948-1964) : 16 ans et 379 matchs, international belge.
- Louis Pilot[94] (1961-1972) : 11 ans et 337 matchs, international luxembourgeois.
- Roger Henrotay (1968-1975) : 7 ans et 163 matchs, international belge.
- Wilfried Van Moer[94] (1968-1976) : 8 ans et 170 matchs, triple Soulier d'or belge (1966, 1969, 1970), international belge.
- Guy Vandersmissen[94] (1972-1977 ; 1978-1991) : 18 ans et 370 matchs, international belge.
- Ásgeir Sigurvinsson[94] (1973-1981) : 8 ans et 249 matchs, international islandais.
- Jos Daerden (1980-1984) : 4 ans et 109 matchs, international belge.
- Simon Tahamata[94] (1980-1984) : 4 ans et 129 matchs, international néerlandais.
- Heinz Gründel (1982 - 1985) : 3 ans et 93 matchs (19 buts), international allemand.
- Guy Hellers[94] (1983-2000) : 17 ans et 477 matchs, international luxembourgeois.
- Roberto Bisconti (1991-1995 ; 1996-1997 ; 1998-2000 ; 2003-2004) : 8 ans et 142 matchs, international belge.
- Didier Ernst (1991-2002) : 11 ans et 287 matchs, international belge.
- Mehdi Carcela-Gonzalez (2008-2011 ; 2013-2015 ; 2018-2022) : 9 ans et 311 matchs (43 buts), international marocain.
- Axel Witsel (1999-2011) : 12 ans et 192 matchs, Soulier d'or belge 2008, international belge.
- Sérgio Conceição[94] (2004-2007) : 3 ans et 90 matchs, Soulier d'or belge 2005, international portugais.
- Marouane Fellaini (2004-2008) : 4 ans et 84 matchs, Soulier d'ébène belge 2008, international belge.
- Paul-José M'Poku (2004-2008 ; 2011-2015 ; 2017-2020) : 10 ans et 224 matchs, international congolais.
- William Vainqueur (2011-2014) : 3 ans et 110 matchs, international français en espoirs.
- Răzvan Marin (2017-2019) : 2 ans et demi et 104 matchs, international roumain.
- Gojko Cimirot (2018-2023) : 5 ans et demi et 201 matchs, international bosnien.

#### Attaquants
- Maurice Gillis (1919-1935) : 16 ans et 275 matchs (124 buts), international belge.
- Lucien Fabry (1920-1928) : 93 matchs (71 buts), meilleur buteur du championnat 1926-1927.
- Jean Capelle[94] (1929-1944) : 15 ans et 285 matchs (245 buts), international belge.
- Jean Mathonet (1945-1960) : 15 ans et 375 matchs (143 buts), meilleur buteur du championnat 1955-1956, international belge.
- Jean Jadot[94] (1948-1960) : 12 ans et 224 matchs (81 buts), international belge.
- André Piters dit Popeye (1951-1961) : 10 ans et 208 matchs (58 buts), international belge.
- Roger Claessen[94] (1956-1968) : 12 ans et 229 matchs (161 buts), meilleur buteur du championnat 1967-1968, international belge.
- Marcel Paeschen (1958-1966) : 12 ans et 262 matchs (77 buts), international belge.
- Léon Semmeling[94] (1959-1974) : 15 ans et 449 matchs (73 buts), international belge.
- Milan Galić[94] (1966-1970) : 4 ans et 111 matchs (41 buts), international yougoslave.
- Erwin Kostedde[94] (1968-1971 ; 1978-1979) : 4 ans et 82 matchs (57 buts), meilleur buteur du championnat 1970-1971, international allemand.
- Antal Nagy[94] (1968-1969) : 1 an et 31 matchs (21 buts et meilleur buteur du championnat), international hongrois.
- Silvester Takač[94] (1969-1974) : 5 ans et 111 matchs (44 buts), international yougoslave.
- Alfred Riedl[94] (1976-1980) : 4 ans et 106 matchs (53 buts), international autrichien.
- Harald Nickel (1977-1978) : 1 an et 32 matchs (22 buts et meilleur buteur du championnat), international allemand.
- Ralf Edström[94] (1979-1981) : 2 ans et 51 matchs (27 buts), international suédois.
- Simon Tahamata[94] (1980-1984) : 4 ans et 129 matchs (40 buts), international néerlandais.
- Benny Wendt (1981-1983) : 2 ans et 56 matchs (21 buts), international suédois.
- Horst Hrubesch[94] (1983-1985) : 2 ans et 43 matchs (17 buts), international allemand.
- Alexandre Czerniatynski[94] (1985-1989) : 4 ans et 116 matchs (46 buts), international belge.
- Michael Goossens[94] (1990-1996 ; 2000-2003) : 13 ans et 266 matchs (88 buts), Jeune pro de l'année 1993, international belge.
- Marc Wilmots[94] (1991-1996) : 5 ans et 164 matchs (80 buts), international belge.
- Aurelio Vidmar (1994-1995) : 1 an et 32 matchs (22 buts et meilleur buteur du championnat), international australien.
- Émile Mpenza[94] (1997-1999 ; 2003-2004) : 3 ans et 84 matchs (44 buts), international belge.
- Ole Martin Årst (2000-2003) : 3 ans et 81 matchs (44 buts), international norvégien.
- Milan Jovanović (2006-2010) : 4 ans et 152 matchs (68 buts), Soulier d'or belge 2009, Footballeur pro de l'année 2008, international serbe.
- Igor de Camargo (2006-2010 ; 2013-2015) : 6 ans et 242 matchs (64 buts), international belge.
- Dieumerci Mbokani (2007-2010) : 3 ans et 114 matchs (47 buts), international congolais.
- Michy Batshuayi (2008-2014) : 6 ans et 120 matchs (44 buts), Soulier d'ébène belge 2014, international belge.
- Renaud Emond (2015-2020 ; 2022-2023) : 6 ans et 170 matchs (49 buts).

### Records individuels
| Rang | Nom               | Période             | Apparitions |
| ---- | ----------------- | ------------------- | ----------- |
| 1    | Henri Thellin     | 1949-1965           | 577         |
| 2    | Jean Nicolay      | 1953-1969           | 501         |
| 3    | Guy Hellers       | 1983-2000           | 477         |
| 4    | Gilbert Bodart    | 1981-1996 1997-1998 | 470         |
| 5    | Léon Semmeling    | 1959-1974           | 449         |
| 6    | Eric Gerets       | 1971-1983           | 397         |
| 7    | Denis Houf        | 1948-1964           | 379         |
| 8    | Nico Dewalque     | 1963-1976           | 376         |
| 9    | Jean Mathonet     | 1945-1960           | 375         |
| 10   | Guy Vandersmissen | 1972-1977 1978-1991 | 370         |

| Rang | Nom               | Période             | Apparitions |
| ---- | ----------------- | ------------------- | ----------- |
| 1    | Henri Thellin     | 1949-1965           | 577         |
| 2    | Jean Nicolay      | 1953-1969           | 501         |
| 3    | Guy Hellers       | 1983-2000           | 477         |
| 4    | Gilbert Bodart    | 1981-1996 1997-1998 | 470         |
| 5    | Léon Semmeling    | 1959-1974           | 449         |
| 6    | Eric Gerets       | 1971-1983           | 397         |
| 7    | Denis Houf        | 1948-1964           | 379         |
| 8    | Nico Dewalque     | 1963-1976           | 376         |
| 9    | Jean Mathonet     | 1945-1960           | 375         |
| 10   | Guy Vandersmissen | 1972-1977 1978-1991 | 370         |

| Rang | Nom              | Période             | Buts |
| ---- | ---------------- | ------------------- | ---- |
| 1    | Jean Capelle     | 1929-1944           | 245  |
| 2    | Roger Claessen   | 1956-1968           | 161  |
| 3    | Jean Mathonet    | 1945-1960           | 143  |
| 4    | Maurice Gillis   | 1919-1935           | 124  |
| 5    | Michaël Goossens | 1990-1996 2000-2003 | 88   |
| 6    | Jean Jadot       | 1948-1960           | 81   |
| 7    | Marc Wilmots     | 1991-1996           | 80   |
| 8    | Marcel Paeschen  | 1958-1966           | 77   |
| 9    | Léon Semmeling   | 1959-1974           | 73   |
| 10   | Lucien Fabry     | 1920-1928           | 71   |

| Rang | Nom              | Période             | Buts |
| ---- | ---------------- | ------------------- | ---- |
| 1    | Jean Capelle     | 1929-1944           | 245  |
| 2    | Roger Claessen   | 1956-1968           | 161  |
| 3    | Jean Mathonet    | 1945-1960           | 143  |
| 4    | Maurice Gillis   | 1919-1935           | 124  |
| 5    | Michaël Goossens | 1990-1996 2000-2003 | 88   |
| 6    | Jean Jadot       | 1948-1960           | 81   |
| 7    | Marc Wilmots     | 1991-1996           | 80   |
| 8    | Marcel Paeschen  | 1958-1966           | 77   |
| 9    | Léon Semmeling   | 1959-1974           | 73   |
| 10   | Lucien Fabry     | 1920-1928           | 71   |

## Structures du club

### Structures sportives

#### Stade

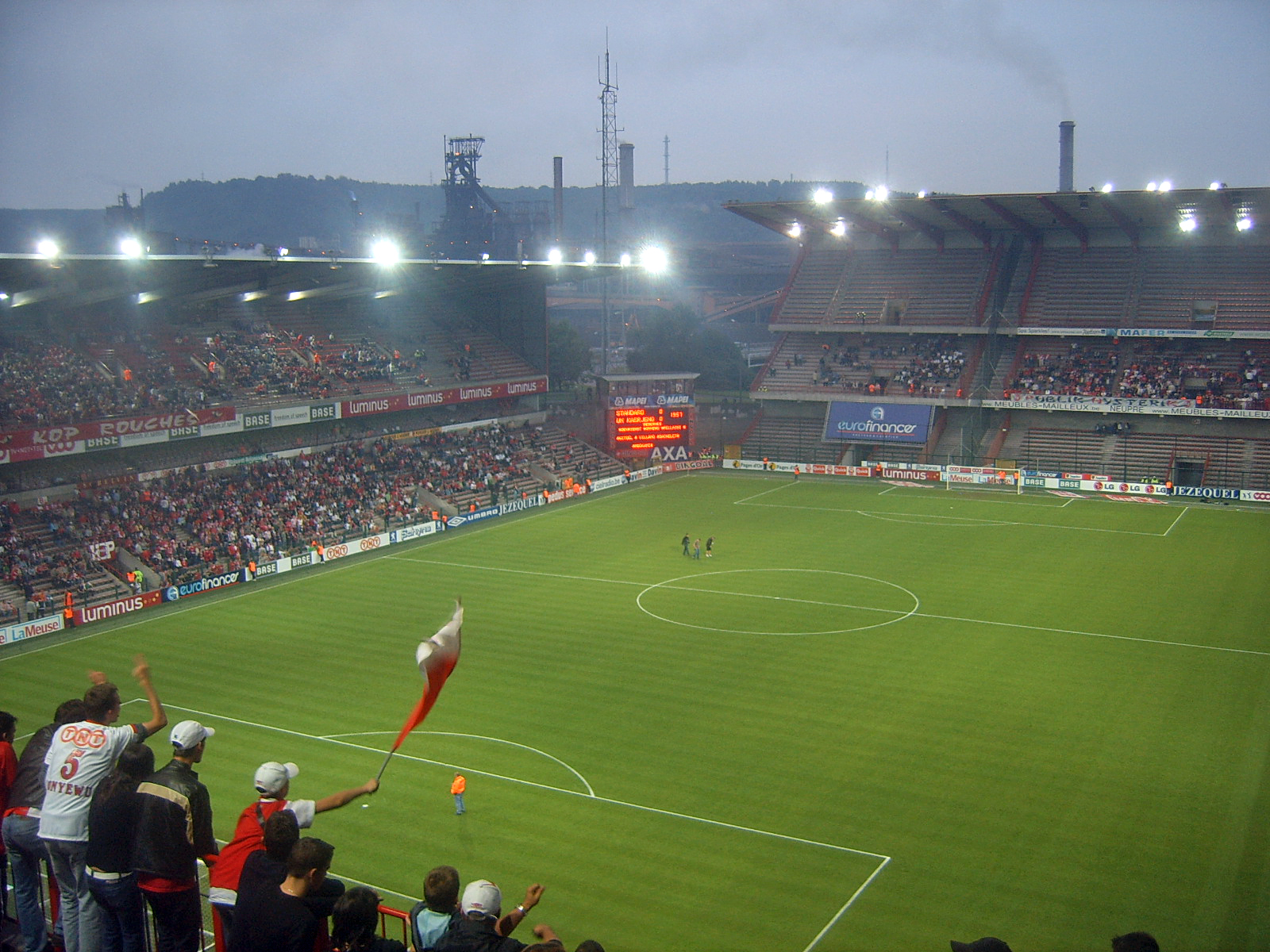
Match de Coupe d'Europe Standard de Liège - UN Käerjeng au Stade de Sclessin. À l'arrière plan, le haut-fourneau d'Ougrée d'ArcelorMittal et la colline du Sart Tilman

Les matchs se déroulent au stade Maurice Dufrasne à Sclessin (agglomération liégeoise). Le nom du stade est celui du cinquième président du Standard de Liège, en fonction de 1909 à 1931, mais il est mieux connu en Belgique sous le nom de stade de Sclessin. Sa localisation le long de la Meuse, face aux usines ArcelorMittal, donne une atmosphère particulière à l'enceinte. Pour accueillir l'Euro 2000, le stade a été transformé en 1999 de façon à compter 30 143 places assises. En 2006, le stade a également été doté d'une nouvelle pelouse chauffée.
Le 14 juillet 2007, le directeur financier, Pierre François annonce publiquement un projet de construction d'un nouveau stade d'au moins 40 000 places dans la région de Liège, en précisant qu'il n'est pas possible de le réaliser sur le site actuel du club. Les raisons invoquées sont principalement l'exiguïté du stade de Sclessin - coincé dos à un pont important - pour ses supporteurs toujours plus nombreux (20 800 abonnés pour la saison 2008-2009) ainsi que sa non-conformité pour les matches européens. De plus, ce nouveau stade figurerait dans les plans d'Alain Courtois en vue de la coorganisation avec les Pays-Bas de la Coupe du monde 2018. Le futur site n'est alors pas encore été déterminé, mais le plus cité est celui occupé par les Halles des Foires de Coronmeuse, à l'autre bout de la ville. D'autres sites comme Waroux, Bressoux et Wandre sont également évoqués. En novembre 2009, la décision est pourtant prise de rénover et d'agrandir le stade de Sclessin et d'y demeurer.

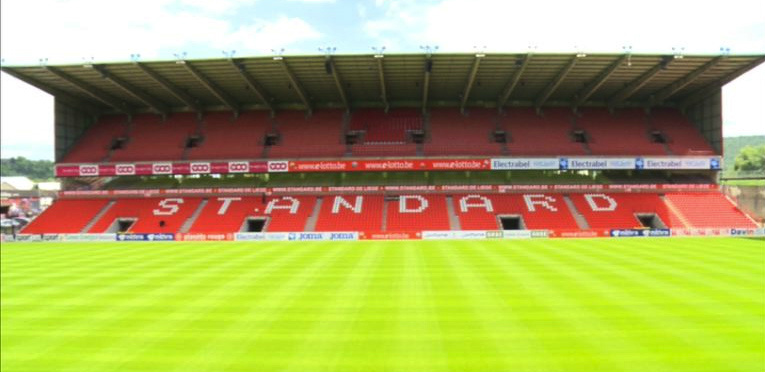
Tribune II du Kop rouche.

En juillet 2012, juste avant le début de la nouvelle saison, le Standard De Liège procède au renouvellement des sièges du stade. Cette dernière transformation confère à l'enceinte 30 023 sièges. Selon "Het Laatste Nieuws", le président du club veut donner un sérieux lifting au site de Sclessin. En effet, il envisagerait un complexe avec parking, cafétérias, restaurant et aires de jeux.

#### SL16 Football Campus

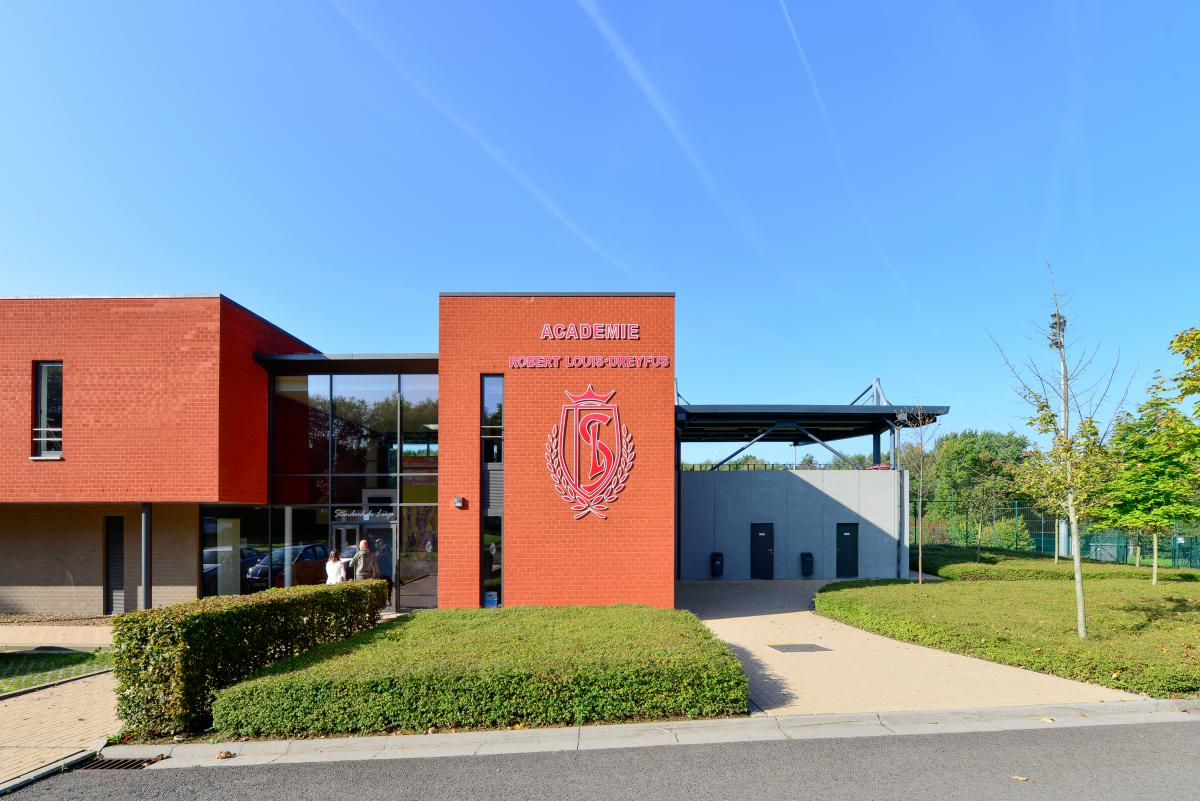
Entrée du SL16 Football Campus

Depuis le 2 mai 2007, les Rouches possèdent un centre de formation et d'entraînement appelé « Académie Robert Louis-Dreyfus » jusqu'en 2020, date à laquelle il est rebaptisé « SL16 Football Campus ». Ce centre, situé à la limite entre le Sart-Tilman (Angleur) et Boncelles (Seraing), à quelques kilomètres du Stade Maurice-Dufrasne, permet aux joueurs de l'équipe première de s'entraîner et à ceux des équipes de jeunes de se former et de s'entraîner.
C'est grâce à cette académie que le Standard de Liège est le 16 mai 2014 élu meilleur club formateur de Belgique (BFC Pro Youth Award 2013).

### Aspects juridiques et économiques

#### Statut juridique et légal
Depuis le 25 janvier 1988, le Standard est organisé sous la forme juridique d'une société anonyme.

#### Organigramme (au 6 août 2022)
| Organigramme du club                 |                    |             |                                             |
| Fonction                             | Prénom et nom      | Nationalité | Remarques                                   |
| Conseil d'administration             |                    |             |                                             |
| Président                            | Vacant             |             |                                             |
| Vice-Président                       |                    |             |                                             |
| Directeur général                    | Pierre Locht       | Belgique    | Chargé de la gestion opérationnelle du club |
| Directeur sportif                    | Fergal Harkin (en) | Irlande     | Chargé du recrutement                       |
| Directeur juridique                  |                    |             |                                             |
| SL16 Football Campus                 |                    |             |                                             |
| Directeur opérationnel               | Vacant             |             |                                             |
| Responsable équipe féminine & futsal | Ingrid Vanherle    | Belgique    | Ancienne joueuse de l'équipe féminine       |
| Directeur Réseau                     | Maxime Filot       | Belgique    | Responsable du réseau des clubs partenaires |
| Directeur École de foot              | Jean Wuidard       | Belgique    |                                             |

#### Éléments comptables
Le budget du club est estimé à plus ou moins 30 millions d'euros pour la saison 2017-2018. C'est le 4e plus gros budget en Division 1 belge, derrière le Club de Bruges (38 millions), le KAA Gent (43 millions) et le RSC Anderlecht (45 millions).

#### Transferts les plus coûteux
Les deux tableaux ci-dessous synthétisent les plus grosses ventes et achats de joueurs dans l'histoire du club liégeois.
| Rang | Joueur                   | Montant  | Provenance                  | Date                        |
| 1er  | Zinho Vanheusden         | 11,74 M€ | Inter Milan                 | 1er juillet 2019            |
| ---- | ------------------------ | -------- | --------------------------- | --------------------------- |
| 2e   | Fabián Carini            | 5 M€     | Juventus                    | 2 septembre 2002            |
| 3e   | Răzvan Marin             | 4,8 M€   | FC Viitorul                 | 20 janvier 2017             |
| 4e   | Victor Ramos Mémé Tchité | 4 M€     | EC Vitória Racing Santander | 1er août 2009 1er août 2010 |

| Rang | Joueur            | Montant  | Destination            | Date             |
| 1er  | Marouane Fellaini | 21,76 M€ | Everton FC             | 2 septembre 2008 |
| ---- | ----------------- | -------- | ---------------------- | ---------------- |
| 2e   | Zinho Vanheusden  | 16,20 M€ | Inter Milan            | 13 juillet 2021  |
| 3e   | Moussa Djenepo    | 15,7 M€  | Southampton FC         | 1er juillet 2019 |
| 4e   | Răzvan Marin      | 12,5 M€  | Ajax Amsterdam         | 1er juillet 2019 |
| 5e   | Daniel Van Buyten | 11,5 M€  | Olympique de Marseille | 1er juillet 2001 |

## Soutien et image

### Affluence et supporters

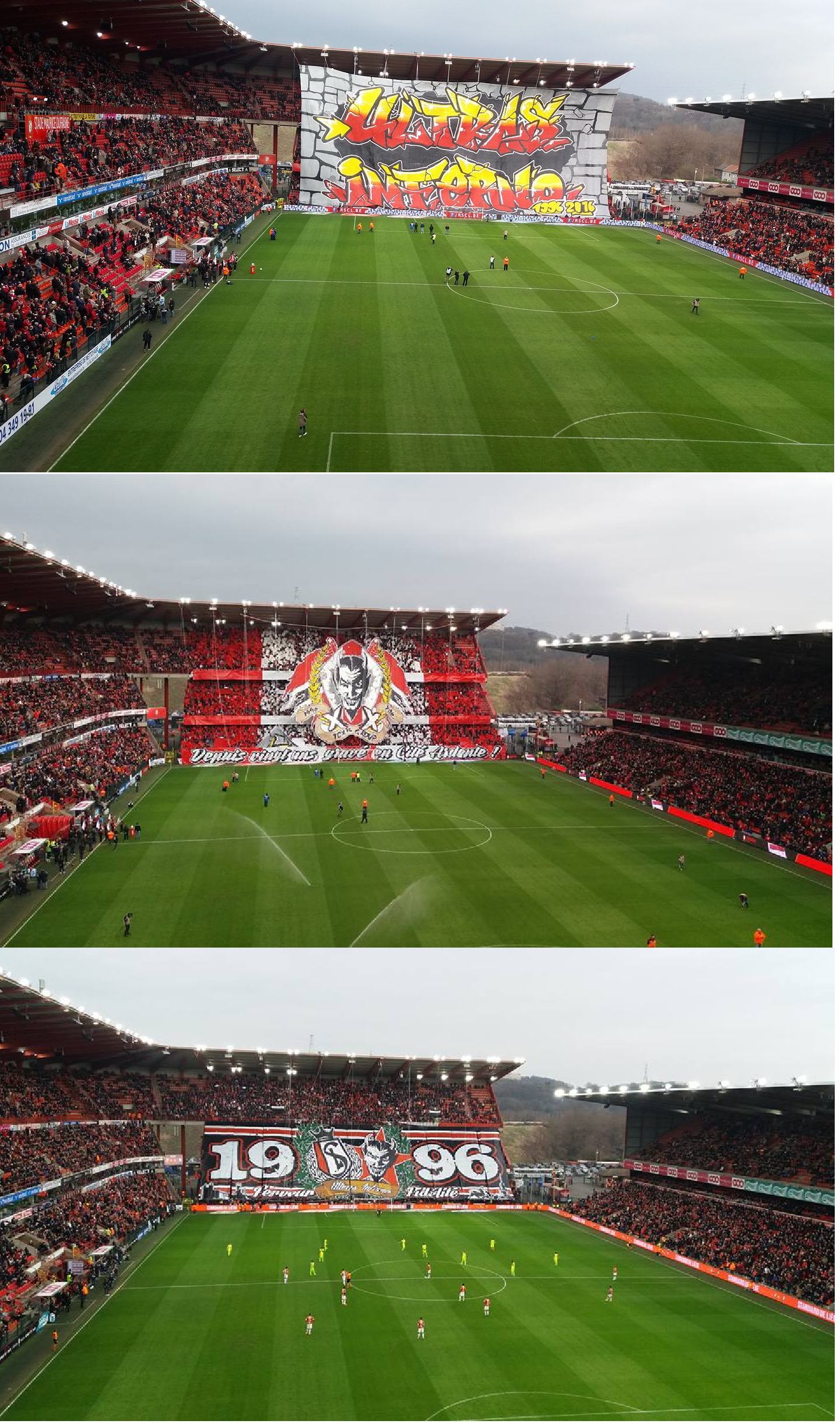
Les trois tifo célébrant les 20 ans des Ultras inferno 1996

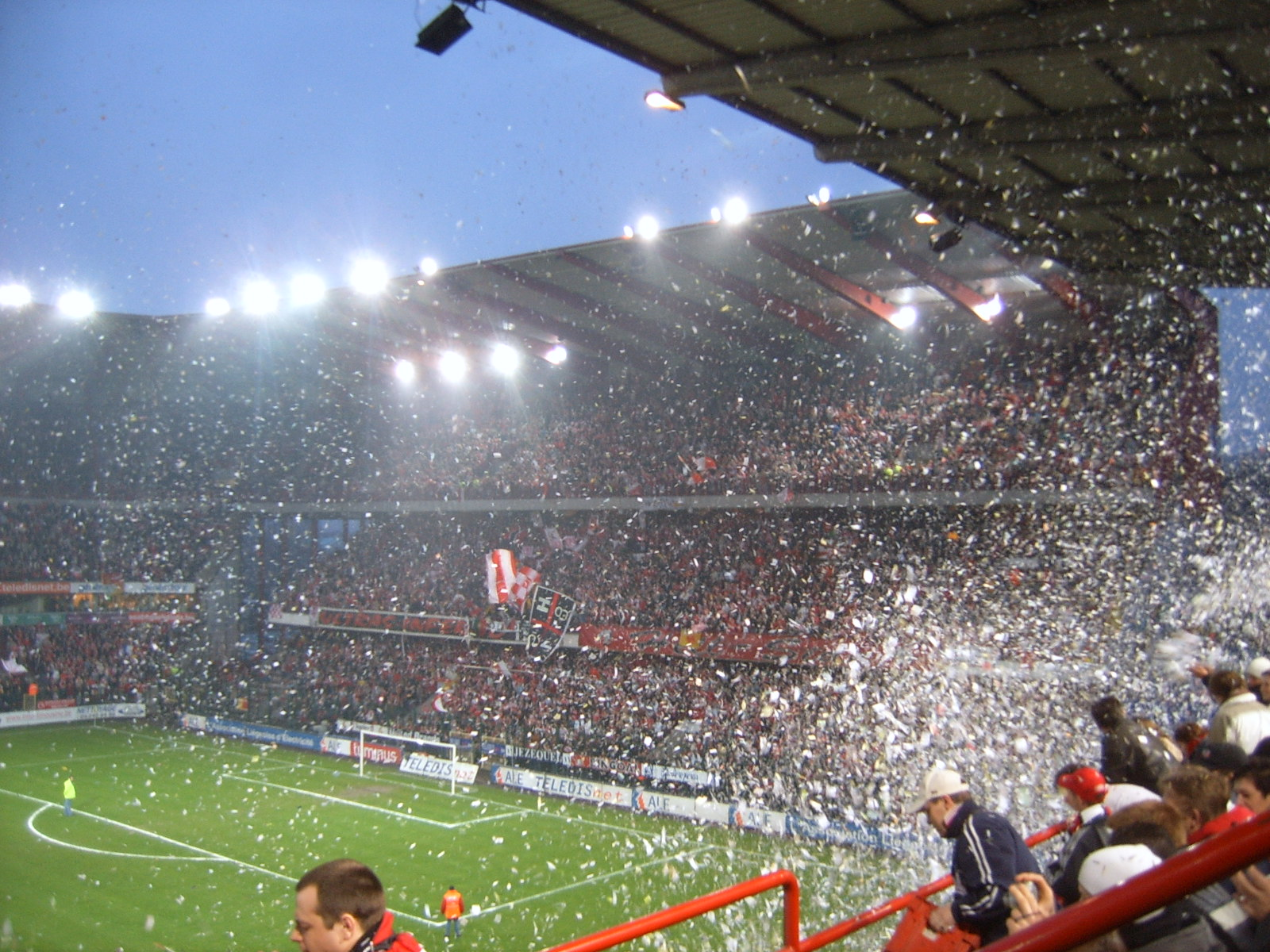
Match au stade de Sclessin contre le Brussels en avril 2006

Pour la saison 2011-2012, il y a 25000 abonnés permanent pour chaque match à domicile.
Une asbl officielle, la Famille des Rouches, regroupe environ 70 clubs de supporteurs dans tout le pays. L'adhésion des clubs à cette asbl est obligatoire pour être reconnus officiellement par le Standard. La Famille des Rouches asbl a été fondée le 4 avril 2001. Elle est présidée par Louis Smal. L'association comprend des membres de la direction et du conseil d'administration du club et des représentants des supporteurs (francophones et néerlandophones), des Ultras et du Fan Coaching.
Les buts de l'asbl sont :
- organiser, avec les clubs de supporteurs reconnus, des animations lors des matchs de l'équipe première et rechercher les budgets nécessaires ;
- faire appliquer et mettre en pratique les réglementations légales en matière de sécurité pour les supporteurs dans le stade ;
- définir une politique d'actions sociales ;
- négocier avec la S.A. Standard de Liège les actions et avantages promotionnels des clubs officiels de supporteurs ;
- gérer la représentation des joueurs, entraîneurs, membres du staff technique et dirigeants aux activités organisées par les clubs officiels de supporteurs[101].

Parmi les "Fan Groups" (sic), on peut citer le Kop Rouches '68, Ultras Inferno's '96, Publik Hysterik Kaos '04 et Hell Side '81. Ce dernier groupe s'inspire de groupes anglo-saxons et a une attitude plus violente. On notera également qu'on estime le nombre de supporteurs flamands du Standard au quart de l'assistance habituelle du stade.
Comme beaucoup de clubs comptant un grand nombre de supporteurs, le Standard de Liège bénéficie également du support de nombreuses personnalités belges, telles que Michel Daerden, Philippe Gilbert, Guy Quaden, Yves Leterme, Jean-Louis Lahaye, Melchior Wathelet, Martin Charlier, Jean-Michel Javaux ou encore Raoul Hedebouw, Jean-Michel Saive, Riton Liebman, Olivier Gourmet, Rik Verbrugghe, Christophe Brandt, Filip Dewulf, David Goffin, Victor Wegnez,…
Les assistances maximum ont été observées au début des années 1980 (40 000). En moyenne, ce sont les dernières saisons qui ont connu les plus grandes affluences (depuis 2005). À l'inverse, les moins bonnes années (en moyenne) se situent à la fin des années 1980.
| Saison    | Moyenne | Maximum |
| --------- | ------- | ------- |
| 1963-1964 | 16 133  | 30 000  |
| 1964-1965 | 15 233  | 30 000  |
| 1965-1966 | 16 267  | 28 000  |
| 1966-1967 | 16 500  | 36 000  |
| 1967-1968 | 15 100  | 32 000  |
| 1968-1969 | 20 600  | 35 000  |
| 1969-1970 | 22 487  | 38 000  |
| 1970-1971 | 21 267  | 35 000  |
| 1971-1972 | 19 533  | 40 000  |
| 1972-1973 | 15 300  | 25 000  |
| 1973-1974 | 20 333  | 35 000  |
| 1974-1975 | 18 210  | 35 000  |
| 1975-1976 | 14 294  | 30 800  |
| 1976-1977 | 14 059  | 31 000  |
| 1977-1978 | 18 118  | 40 000  |
| 1978-1979 | 16 882  | 30 000  |
| 1979-1980 | 22 236  | 40 000  |
| 1980-1981 | 17 824  | 40 000  |
| 1981-1982 | 18 882  | 40 000  |
| 1982-1983 | 17 914  | 36 000  |

| Saison    | Moyenne | Maximum |
| --------- | ------- | ------- |
| 1983-1984 | 14 324  | 27 000  |
| 1984-1985 | 10 118  | 35 000  |
| 1985-1986 | 14 235  | 38 000  |
| 1986-1987 | 8 500   | 32 000  |
| 1987-1988 | 9 106   | 17 000  |
| 1988-1989 | 11 353  | 25 000  |
| 1989-1990 | 12 706  | 25 000  |
| 1990-1991 | 15 324  | 25 000  |
| 1991-1992 | 15 429  | 25 000  |
| 1992-1993 | 13 024  | 26 400  |
| 1993-1994 | 12 020  | 18 000  |
| 1994-1995 | 16 206  | 28 000  |
| 1995-1996 | 11 147  | 18 000  |
| 1996-1997 | 13 011  | 27 000  |
| 1997-1998 | 12 517  | 20 000  |
| 1998-1999 | 13 638  | 25 000  |
| 1999-2000 | 16 801  | 29 000  |
| 2000-2001 | 15 974  | 30 000  |
| 2001-2002 | 12 729  | 23 000  |
| 2002-2003 | 14 743  | 19 755  |

| Saison    | Moyenne | Maximum |
| --------- | ------- | ------- |
| 2003-2004 | 16 888  | 26 000  |
| 2004-2005 | 16 882  | 27 000  |
| 2005-2006 | 22 735  | 26 000  |
| 2006-2007 | 22 846  | 26 600  |
| 2007-2008 | 25 785  | 29 173  |
| 2008-2009 | 26 525  | 28 000  |
| 2009-2010 | 26 213  | 27 398  |
| 2010-2011 | 25 638  | 27 544  |
| 2011-2012 | 23 633  | 27 696  |
| 2012-2013 | 21 949  | 27 500  |
| 2013-2014 | 26 476  | 27 700  |
| 2014-2015 | 22 405  | 27 721  |
| 2015-2016 | 22 493  | 27 750  |

### Rivalités
Comme beaucoup de clubs « historiques », le Standard nourrit certaines rivalités avec d'autres clubs belges, que ce soit au niveau local (RFC Liège), régional (R.Charleroi SC) ou sportif (Anderlecht et Club Bruges KV). Elles sont surtout présentes dans l'esprit des supporters des différentes équipes concernées, et savamment entretenues par les médias qui en font leurs gros titres les jours précédant ces confrontations.

#### Classique belge

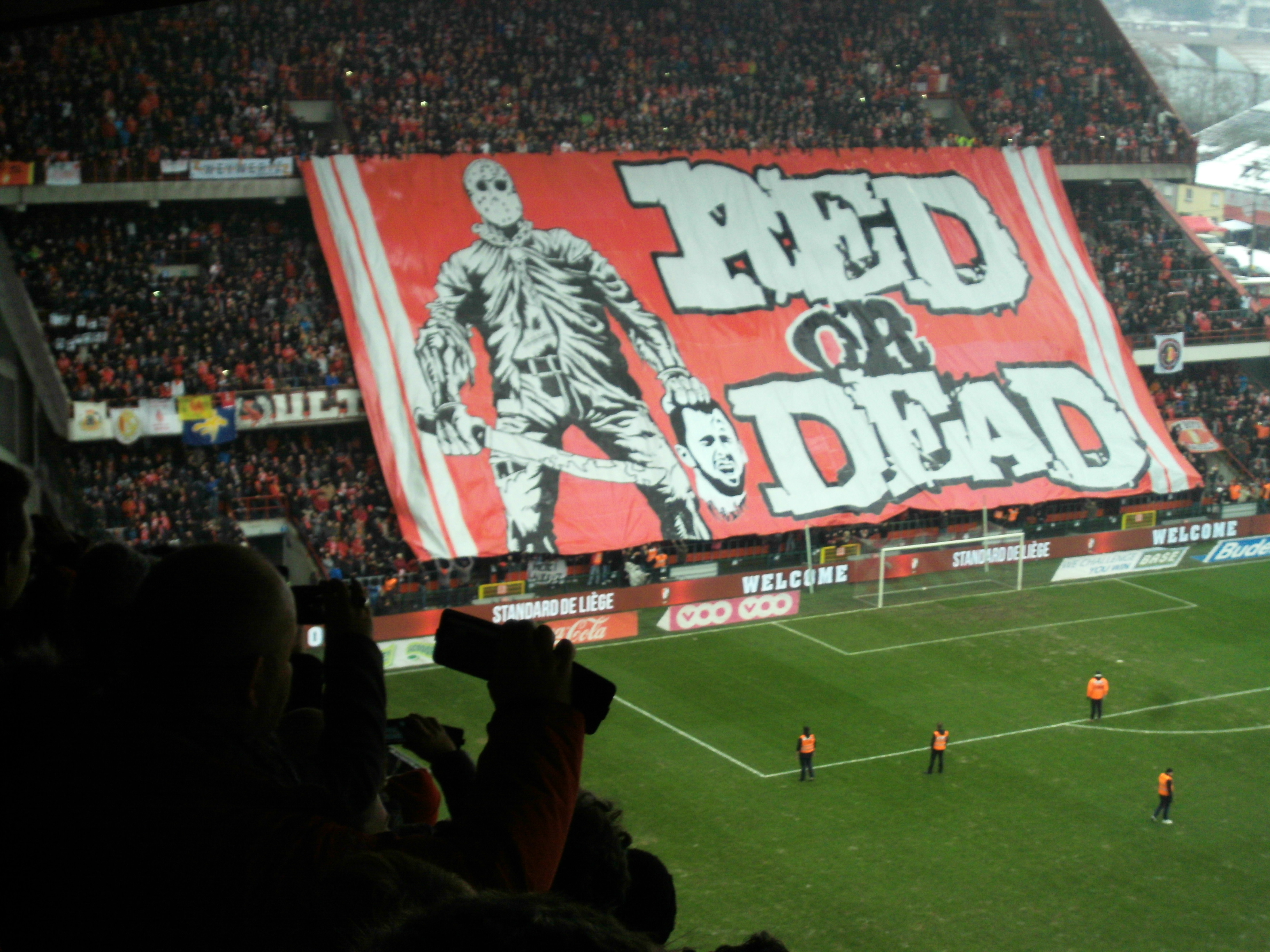
Le tifo contesté lors de la rencontre Standard - Anderlecht du 25 janvier 2015

Sur le modèle du Clásico espagnol entre le Real Madrid et le FC Barcelone, le « classico belge » oppose le Standard au RSC Anderlecht, club de la capitale. Depuis plusieurs années, cette rencontre a pris de plus en plus d'ampleur, connaissant une grande couverture médiatique nationale et constituant un sujet de débat pendant plusieurs journées avant et après le match, entre les supporters des deux clubs, que ce soit dans la rue, les réseaux sociaux, les écoles ou même sur les lieux de travail.
Une rencontre surtout idéologique, d'un côté, les « bourgeois » d'Anderlecht ; de l'autre, les « prolétaires » de Liège ; Le RSC Anderlecht représente la capitale, Bruxelles, tandis que le Standard représente la « cité ardente » et ouvrière, Liège.
Les rencontres sont souvent théâtre d'incidents extra-sportif bien que cela s'est calmé depuis les années 1980 et 1990 où les deux clubs, tous comme le football belge et européen, connurent une période hooligan avec le O-Side devenu BSC (Brussel Casual Service) côté mauve et le Hell-Side et WCF (Wallons Casual Firm) côté rouge.

#### Le Topper
Les rencontres entre le Standard et le FC Bruges appelées le Topper, l’original étant Anderlecht face au FC Bruges, sont largement médiatisées car elles représentent un choc entre deux des clubs belges les plus titrés ainsi que les plus populaires du royaume.
Une opposition qui prend réellement de l'ampleur dans les années 1970 et 1980 lorsque Bruges truste les titres mais aussi, tout comme avec le Sporting d'Anderlecht, l'apparition des groupes hooligans avec le East-Side côté flamand et le Hell-Side et WCF (Wallons Casual Firm) côté rouge.

#### Le Derby liégeois
Le derby liégeois est une très vieille rivalité belge opposant le Standard au RFC Liège. La création du RFC Liège en 1892 est synonyme d'apparition du football en Wallonie et à Liège alors que la création du Standard de Liège en 1898 peut être perçue comme une provocation pour les supporters du RFCL puisque le Standard fut créé par des élèves du Collège Saint-Servais qui, déçus des résultats du FC Liège, décidèrent de fonder leur propre club.
Il est important de mentionner que si le Standard choisit pour couleurs le rouge et le blanc, c'est parce qu'ils jouèrent leur première partie avec des maillots rouge et blanc prêtés… par le Football Club Liégeois.
Mais par la suite, comme tout derby, chacun des deux clubs voulut être le club numéro 1 de la ville de Liège et bien que lors de la première partie du XXe, le RFC Liège est au-dessus en raison de son palmarès plus fourni, la donne changea rapidement puisque le Standard de Liège glana les titres lors de la seconde partie du siècle et que le RFC Liège connut des difficultés économiques le conduisant à la relégation. Les deux clubs liégeois ne se sont plus jamais affrontés lors d'une rencontre officielle depuis la saison 1994-1995.

#### Le choc wallon
Le derby wallon (ou choc wallon pour les puristes puisqu'il oppose le Standard au R.Charleroi SC et que les deux villes sont situées à une centaine de kilomètres l'une de l'autre), est une rencontre dont l'intensité n'a fait que croître ces dernières années en raison de la baisse du nombre de clubs wallons en première division (que quittent le RFC Liège en 1995 puis Seraing la saison suivante). Il s'agit à présent d'un affrontement où le but est d’être numéro 1 en Wallonie.
Cependant, les confrontations entre ces formations étaient déjà sujettes à des enjeux dans les fifties où le maintien du Sporting se joue à deux reprises contre le Standard : si en 1953, les Carolos parviennent à se tirer d'affaire, les Liégeois expédient Charleroi en D2 en 1955. Par la suite, Rouches et Zèbres se battent pour les lauriers nationaux 1968-1969, finalement coiffés par le Standard, avant que la finale de la Coupe de Belgique de 1993 ne les oppose, avec encore une issue favorable pour les Mosans.

### Relation avec les médias

#### Standard TV

Logo de la chaîne
Standard TV.

Standard TV est la chaîne de télévision officielle du club, disponible sur Internet (webtélé) et via le câble sur une chaîne locale liégeoise, RTC Télé-Liège. Elle propose via l'émission Rouches vifs des vidéos inédites à propos du club, notamment des interviews, des reportages sur les joueurs ou dans les vestiaires, des directs des entraînements ou encore des réactions d'après-match.

#### Standard Magazine
Le Standard a également son propre magazine officiel et mensuel, Standard Magazine, dont l'éditeur responsable est Patrick Hurbain. Ce magazine est édité par le groupe Sud Presse et propose des interviews exclusives de joueurs ainsi que des reportages sur la vie du club.

#### PleinFoot
Dernière créée en date, PleinFoot est une webradio pour les supporteurs du Standard de Liège, réalisée en collaboration avec Standard Magazine et la Famille des Rouches.
Cette émission fait les analyses des matchs, du noyau, du staff, etc. et retrace les activités globales du Matricule 16 ainsi que les actions et agendas des clubs de supporteurs. Elle est diffusée via hybridestudio.be.

### Le Standard dans la culture populaire
En mai 2009, un producteur sympathisant rouge et blanc décide de créer un nouvel hymne pour son club. Dans les mois qui suivent, il rencontre la direction du Standard et réunit plusieurs personnes autour du projet. À partir de la première rencontre de la saison 2009-2010 (31 juillet 2009), le titre est diffusé dans le stade sans autre commentaire afin de tester son potentiel et la réaction de supporteurs. Ceux-ci entonnent le morceau après plusieurs diffusions. Des demandes d'information sur celui-ci arrivent également au club. L'hymne, intitulé The Champions: We are the best, est disponible dès le 19 novembre à la boutique du club (Planète rouge) exclusivement. La semaine suivante, il est commercialisé à plus grande échelle (single deux titres ou maxi quatre titres). Après 24 heures de disponibilité sur iTunes, le disque atteint le sommet du classement des téléchargements et le 3 décembre, il est déjà double disque d'or. Dès la première semaine, il devient le single le plus vendu en Belgique francophone (Ultratop). Il restera en tout six semaines dans l'Ultratop (jusqu'au 9 janvier 2010), dont trois en tant que no 1.

## Autres équipes

### Équipe réserve et sections jeunes
Maillots
Dernière mise à jour : 2 novembre 2024.

#### Effectif de l'équipe U23
Le tableau suivant liste les joueurs de l'équipe U23 (SL16 FC) pour la saison 2022-2023.

### SL16 Futsal
En 2021 la section futsal voit le jour. L'équipe débute lors de la saison 2021-2022 en Nationale 3, championnat qu'elle finira par rempoter dès la première saison.
Lors de la saison 2024-2025, l'équipe évolue en Nationale 2B.

### Années 2020
- David De Myttenaere et Michel Dubois, Rouche toujours! - Le livre officiel des 125 ans du Standard de Liège, Éd. Chronica, 2022

### Années 2010
- Jean-Marc Ghéraille et Marc Van Staen, Le Standard, c'est nous!, Éd. La Renaissance du livre, 2014, 158 p.  (ISBN 978-2-507-05225-6)

### Années 2000
- Standard - Campionissimo, Bruxelles, Liège, Éd. Luc Pire (Sports), 2008, 168 p.  (ISBN 978-2-507-00095-0)
- Étienne Ethaire (texte), Christophe Smets (photographies), La tribu des Rouches, Bruxelles, Liège, Éd. Luc Pire (Sports), 2007, 160 p.  (ISBN 9782874158353)
- Pierre Delahaye et Jean-Pierre Delmotte, Et le Standard sera champion : dix années de football liégeois, Bruxelles, Liège, Éd. Luc Pire, 2000  (ISBN 2-930240-85-7)
- Patrice Sintzen, Standard de Vie : du Luxembourg à Sclessin. Guy Hellers raconte, Bruxelles, Euro Images Productions, 2000

### Années 1990
- Pierre Bilic, Maurice Capitaine, J.P. Delmotte et Claude Leruth, Standard, 100 ans de passion, [s.l.], Euro images productions, 1998
- Pierre Bilic, Les stars du Standard - De goden van Standard. [s.l.], Roularta, 1995
- Jean-Pierre Delmotte et Christian Henrard, Standard, je t'aime, Visé, Wagelmans, 1993
- Jean-Pierre Delmotte et Clem Vanwonterghem, Monsieur Standard : Roger Petit raconte…, Alleur, éd. du Perron, 1992
- Pascale Piérard et Michel Dubois, Standard, une épopée : Ils racontent leur Coupe d'Europe, Alleur, éd. du Perron, 1992

### Années 1980
- Raymond Arets, Standardissimo, Bruxelles, éd. Gamma Sports, 1983
- Pierre Tilman, Le Standard de Liège, de sa création à nos jours [s.l.], éd. G.D.M., 1983
- Raymond Arets, Standard Goethals, Bruxelles, éd. Gamma, 1982
- Christian Hubert, Standard : 100 matches de coupe d'Europe, Bruxelles, éd. Gamma, 1982

### Années 1970
- Raymond Arets, Standard Happel, Bruxelles, éd. Gamma, 1979
- Raymond Arets, Standard la furia, Bruxelles, éd. Gamma, 1978
- Raymond Arets, Standard : le grand pari, Bruxelles, Arts et voyages, 1975
- Raymond Arets, Standard Europe : de la coupe au livre, Bruxelles, Arts et voyages, 1972
- Raymond Arets, Standard : le grand défi, Bruxelles, Arts et voyages, 1970